# 志摩市
志摩市（しまし）は、三重県の志摩半島南部にある市。
2016年、第42回先進国首脳会議（伊勢志摩サミット）が市内の賢島で開催された。

## 地理

### 位置

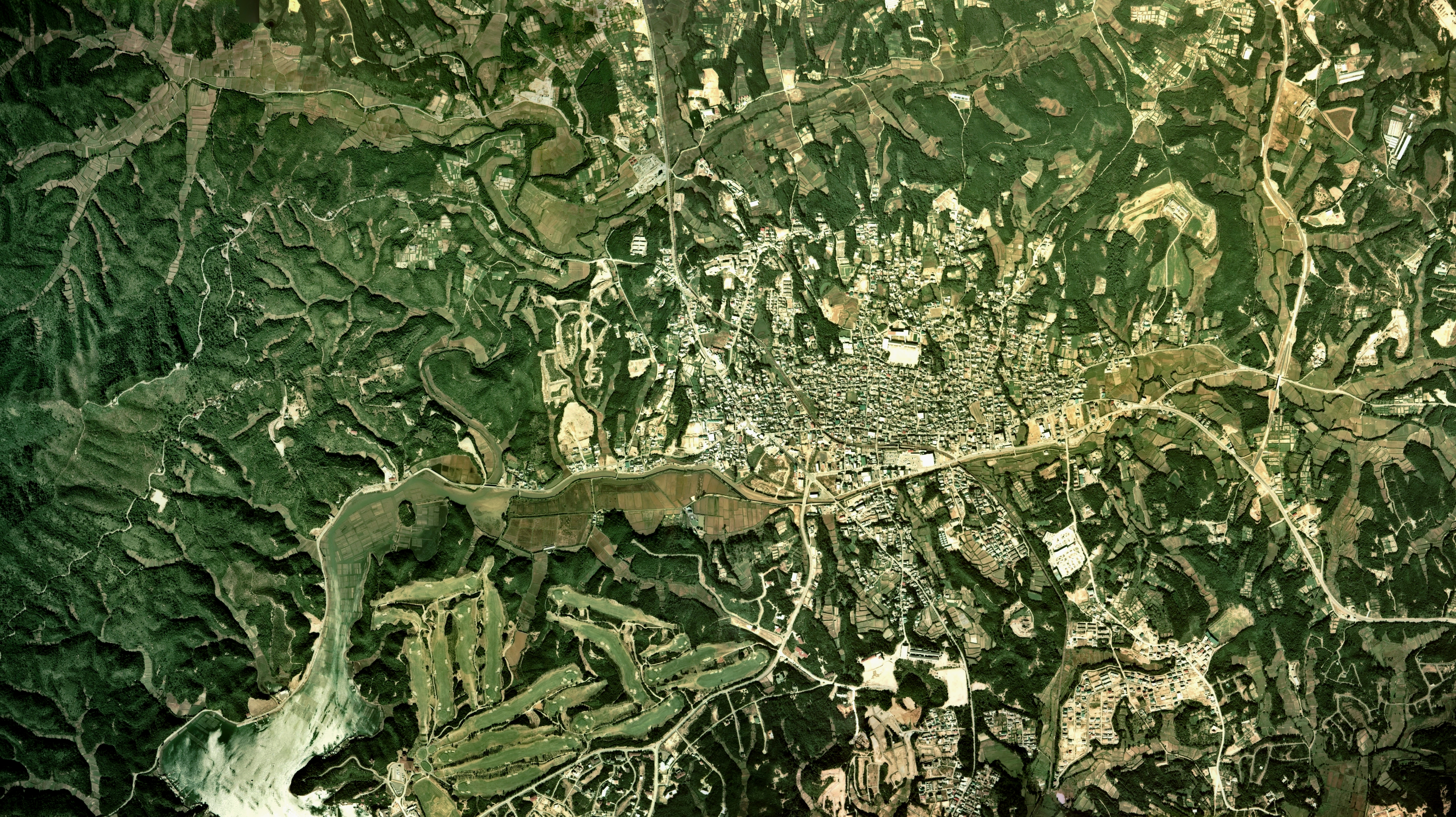
市役所のある鵜方地区周辺の空中写真。1975年撮影の3枚を合成作成。。

本土部は志摩半島に属し、北から西にかけては、鳥羽市、伊勢市、南伊勢町に接し、東から南にかけては太平洋に面する。
海岸は入り組んだリアス海岸で、中央に英虞湾、北東は鳥羽市とともに囲む的矢湾がある。英虞湾内に賢島と間崎島、的矢湾内に渡鹿野島の合計3つの有人島がある。波の穏やかな内海と日本海流に侵食された外洋の海蝕崖の光景は対照的である。志摩市は全域が伊勢志摩国立公園に含まれるが、ほかの国立公園と異なり大部分が民有地である。
なお、将来、発生が見込まれる南海トラフ巨大地震時には、最大8mの津波が到達することが予想されている。
市の可住地面積は75.15km2であり、市域面積の約42%に相当する。

### 地形
- 湾：英虞湾、的矢湾
- 岬：大王崎（だいおうざき）、安乗崎（あのりざき）、麦崎（むぎざき）、御座岬（ござみさき）、退治岬（たいじみさき）
- 島：賢島、渡鹿野島、多徳島、横山島、間崎島、土井ヶ原島、天童島、大島、小島、矢取島
- 山：横山、金比羅山、京路山
- 川：神路川（磯部川）、野川、地蔵川、迫子川、桧山路川、前川
- 運河：深谷水道

### 気候
| 阿児（1991年 - 2020年）の気候      | 阿児（1991年 - 2020年）の気候 | 阿児（1991年 - 2020年）の気候 | 阿児（1991年 - 2020年）の気候 | 阿児（1991年 - 2020年）の気候 | 阿児（1991年 - 2020年）の気候 | 阿児（1991年 - 2020年）の気候 | 阿児（1991年 - 2020年）の気候 | 阿児（1991年 - 2020年）の気候 | 阿児（1991年 - 2020年）の気候 | 阿児（1991年 - 2020年）の気候 | 阿児（1991年 - 2020年）の気候 | 阿児（1991年 - 2020年）の気候 | 阿児（1991年 - 2020年）の気候 |
| 月                                 | 1月                           | 2月                           | 3月                           | 4月                           | 5月                           | 6月                           | 7月                           | 8月                           | 9月                           | 10月                          | 11月                          | 12月                          | 年                            |
| ---------------------------------- | ----------------------------- | ----------------------------- | ----------------------------- | ----------------------------- | ----------------------------- | ----------------------------- | ----------------------------- | ----------------------------- | ----------------------------- | ----------------------------- | ----------------------------- | ----------------------------- | ----------------------------- |
| 降水量 mm （inch）                 | 64.5 (2.539)                  | 74.6 (2.937)                  | 147.6 (5.811)                 | 172.7 (6.799)                 | 203.0 (7.992)                 | 240.1 (9.453)                 | 184.0 (7.244)                 | 143.7 (5.657)                 | 300.7 (11.839)                | 293.9 (11.571)                | 116.3 (4.579)                 | 67.8 (2.669)                  | 2,008.6 (79.079)              |
| 平均降水日数 （≥1.0 mm）           | 5.5                           | 6.1                           | 9.3                           | 9.9                           | 10.7                          | 12.9                          | 10.9                          | 8.3                           | 12.0                          | 10.9                          | 7.3                           | 6.0                           | 109.9                         |
| 出典1：Japan Meteorological Agency |                               |                               |                               |                               |                               |                               |                               |                               |                               |                               |                               |                               |                               |
| 出典2：気象庁                      |                               |                               |                               |                               |                               |                               |                               |                               |                               |                               |                               |                               |                               |

### 地区
磯部地域（旧磯部町）
- 磯部町的矢、磯部町三ケ所、磯部町渡鹿野、磯部町五知、磯部町沓掛、磯部町山田、磯部町恵利原、磯部町上之郷、磯部町下之郷、磯部町飯浜、磯部町迫間、磯部町築地、磯部町穴川、磯部町坂崎、磯部町山原、磯部町栗木広、磯部町桧山[注釈 1]

阿児地域（旧阿児町）
- 阿児町安乗、阿児町国府、阿児町甲賀、阿児町志島、阿児町立神、阿児町鵜方、阿児町神明

浜島地域（旧浜島町）
- 浜島町迫子、浜島町塩屋、浜島町桧山路、浜島町浜島、浜島町南張

大王地域（旧大王町）
- 大王町畔名、大王町名田、大王町波切、大王町船越

志摩地域（旧志摩町）
- 志摩町片田、志摩町布施田、志摩町和具、志摩町越賀、志摩町御座

## 歴史
市域は、旧来の令制国による区分においては鳥羽市域とともに志摩国にあり 明治以降も長い間、志摩郡として続いてきた。
志摩市は平成の大合併の一つとして2004年（平成16年）10月1日、同郡に属する浜島町・大王町・志摩町・阿児町・磯部町の5つの町が合併して生まれた。同時に志摩郡も消滅した。
※それぞれの時代の歴史については、志摩国、志摩郡および各町記事（浜島町・大王町・志摩町・阿児町・磯部町）などを参照。

### 市名決定の経緯と由来
2004年（平成16年）1月28日、志摩地域合併協議会（当時）は合併後の市名を「志摩市」とすることを全会一致で決定した。これは先に行われた市名公募において次点の6倍あまりの最多得票を得た名称でもあった。
由来としては「志摩郡」の志摩であり、伝統・文化を継承する必要があることや「伊勢志摩国立公園」などの名称で全国的な知名度があることなどが挙げられる。
市名候補として合併協議会で検討されたものには、英虞市（あごし、英虞湾に由来）・伊勢志摩市（いせしまし）・しま市・志摩市・美志摩市（みしまし）があった。
なお、今回の合併に先立つ昭和の大合併において、志摩半島南端の地域が新町名を「志摩町」にするかどうかで紛糾。後に阿児町となる地域も「志摩町」を採用しようとしたことから、先に志摩町を名乗るために合併を急いだ経緯がある（志摩町#町名決定の経緯の項参照）。半世紀後、結局は両地域とも同じ自治体となり、「志摩」を名乗ることとなった。

## 人口
志摩市に相当する地域の人口は1955年（昭和30年）の66,600人を頂点に一時的な増加もあるものの減少傾向にあり、特に2000年代以降の落ち込みが激しく日本創成会議から「消滅可能性都市」として名指しされている。市では行政機能を維持するのに必要な人口を3万人としているが、2060年には2万人を下回ると推計されており、奨学金を得て大学に進んだ者が志摩市へ移住する場合、返還補助を行う制度を2017年（平成29年）度から開始する。
| |                                        |  |
| 志摩市と全国の年齢別人口分布（2005年） | 志摩市の年齢・男女別人口分布（2005年） |  |
| ■紫色 ― 志摩市 ■緑色 ― 日本全国 | ■青色 ― 男性 ■赤色 ― 女性              |  |
| 志摩市（に相当する地域）の人口の推移 \| 1970年（昭和45年） \| 62,032人 \| \| \| 1975年（昭和50年） \| 62,415人 \| \| \| 1980年（昭和55年） \| 63,065人 \| \| \| 1985年（昭和60年） \| 64,252人 \| \| \| 1990年（平成2年） \| 62,877人 \| \| \| 1995年（平成7年） \| 63,035人 \| \| \| 2000年（平成12年） \| 61,628人 \| \| \| 2005年（平成17年） \| 58,225人 \| \| \| 2010年（平成22年） \| 54,694人 \| \| \| 2015年（平成27年） \| 50,341人 \| \| \| 2020年（令和2年） \| 46,057人 \| \| |                                        |  |
| 総務省統計局 国勢調査より |                                        |  |
| 1970年（昭和45年） | 62,032人                               |  |
| 1975年（昭和50年） | 62,415人                               |  |
| 1980年（昭和55年） | 63,065人                               |  |
| 1985年（昭和60年） | 64,252人                               |  |
| 1990年（平成2年） | 62,877人                               |  |
| 1995年（平成7年） | 63,035人                               |  |
| 2000年（平成12年） | 61,628人                               |  |
| 2005年（平成17年） | 58,225人                               |  |
| 2010年（平成22年） | 54,694人                               |  |
| 2015年（平成27年） | 50,341人                               |  |
| 2020年（令和2年） | 46,057人                               |  |

## 行政

### 市長
- 市長：橋爪政吉（2020年10月31日就任、2期目[10]）

### 市議会
- 任期: 2021年（令和3年）11月1日 - 2025年（令和7年）10月31日
- 議員定数: 18人[11]（選挙区制は導入されていない）
- 会派別[12][13]: 自民党・無所属の会 (5)、自由クラブ志摩 (4)、新風(2)、伊勢志摩カンタービレ  (1)、日本共産党 (1)、桂政会 (1)、公明  (1)、しんせい日本 (1)、自由民主 (1)、正流会 (1)
- 議長　: 中村 孝司[12]
- 副議長: 前田 俊基[12]

※なお、衆議院議員選挙の選挙区は「三重県第4区」、三重県議会議員選挙の選挙区は「志摩市選挙区」（定数：2）となっている。

### 住所表記
新市の住所は「（旧）阿児町鵜方」は「志摩市阿児町鵜方」のような「（旧町名）+（大字名）」で統一された。合併により旧浜島町では正式住所から「大字」表記がなくなった。

### 市役所
合併後4年ほどは旧5町の役場機能をそのまま流用し市役所の本庁は三重県の志摩庁舎を1フロア間借りした簡易的な機能のみの状態となっていたが、2008年（平成20年）9月に新市庁舎が完成し、行政機能が1か所に集約された。これに伴って阿児支所（旧阿児町役場）は廃止された。
| 本支所   | 郵便番号   | 所在地                                                    | 備考                                         |
| -------- | ---------- | --------------------------------------------------------- | -------------------------------------------- |
| 本庁舎   | 〒517-0592 | 三重県志摩市阿児町鵜方3098-22                             | 新設（2008年（平成20年）9月）                |
| 浜島支所 | 〒517-0404 | 志摩市浜島町浜島755番地 （志摩市浜島生涯学習センター内）  | 旧浜島町役場から移転                         |
| 大王支所 | 〒517-0603 | 志摩市大王町波切3234番地2                                 | 旧大王町役場                                 |
| 志摩支所 | 〒517-0703 | 志摩市志摩町和具535番地 （志摩市志摩文化会館内）          | 旧志摩町役場から移転                         |
| 磯部支所 | 〒517-0214 | 志摩市磯部町迫間878番地9 （志摩市磯部生涯学習センター内） | 新設（2005年（平成17年）3月）※計画：旧磯部町 |

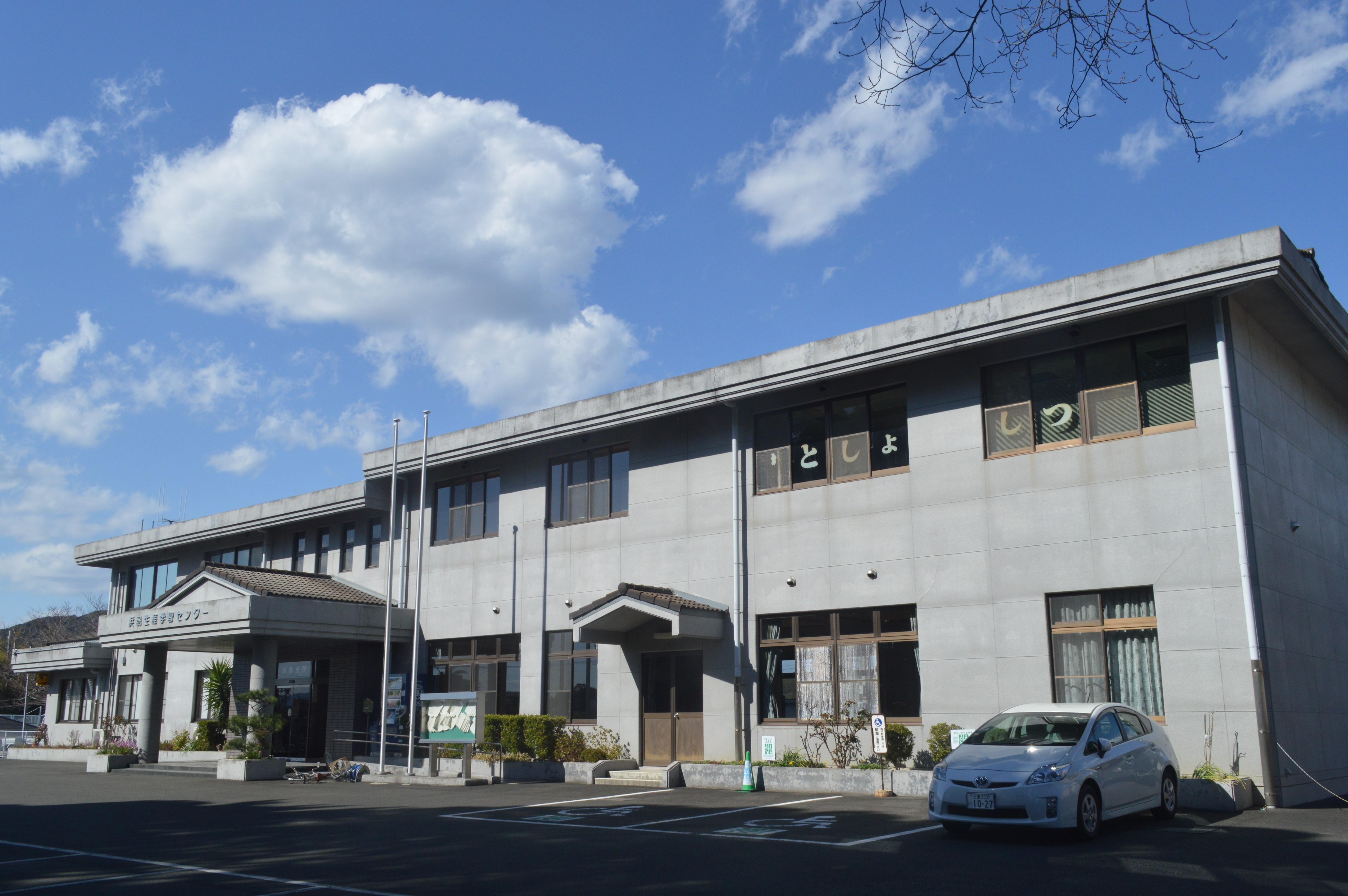
浜島支所
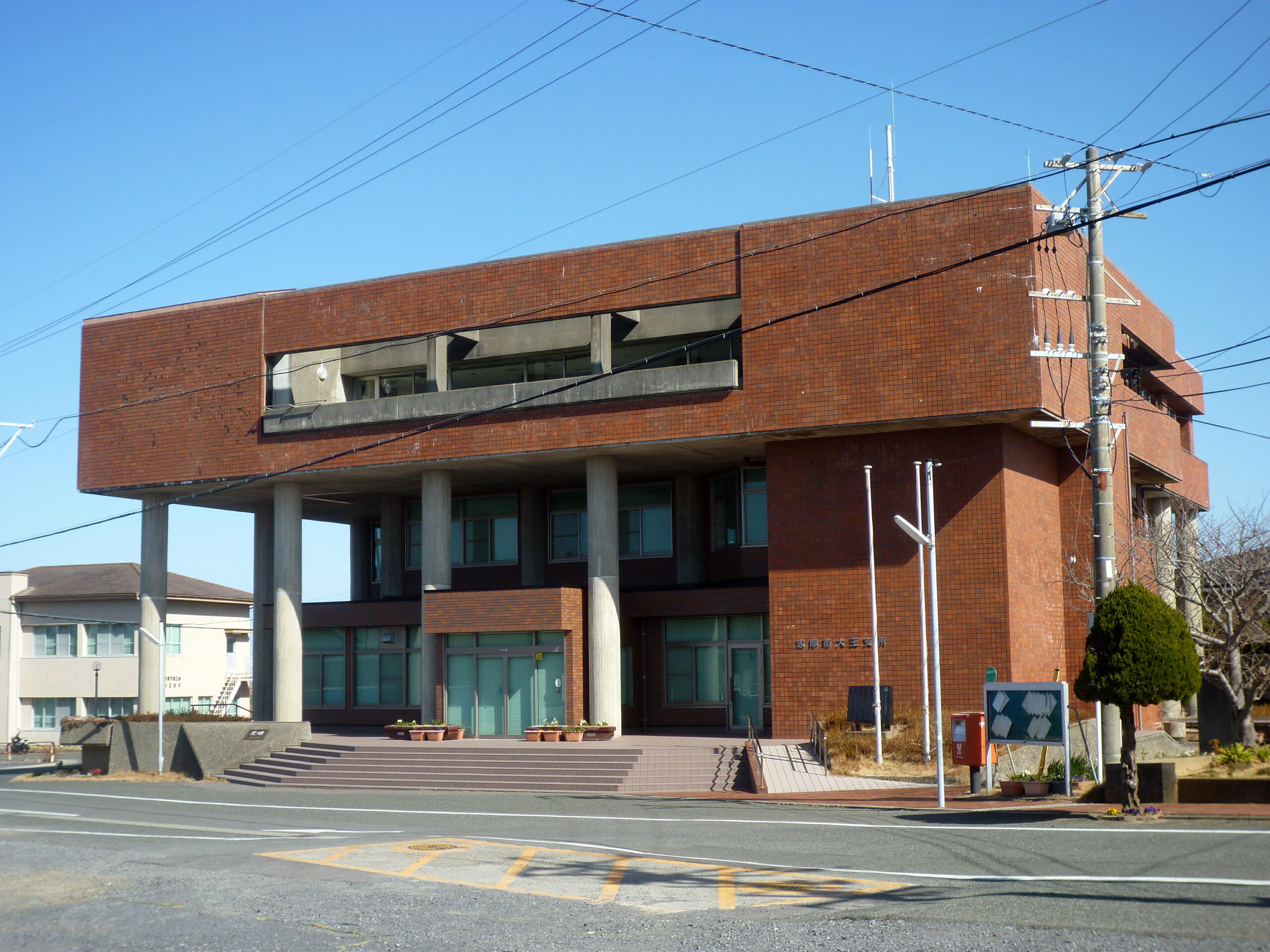
大王支所
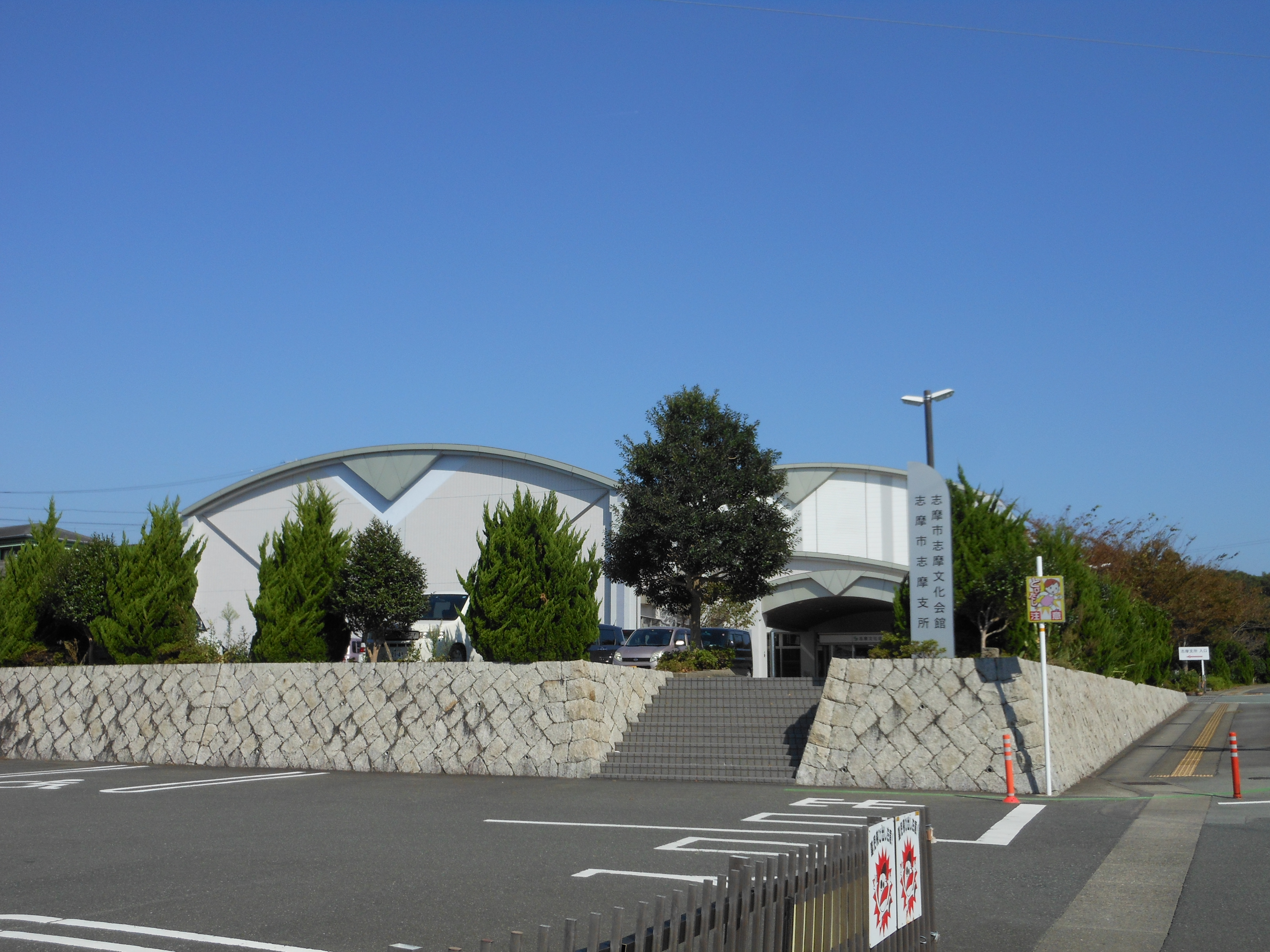
志摩支所
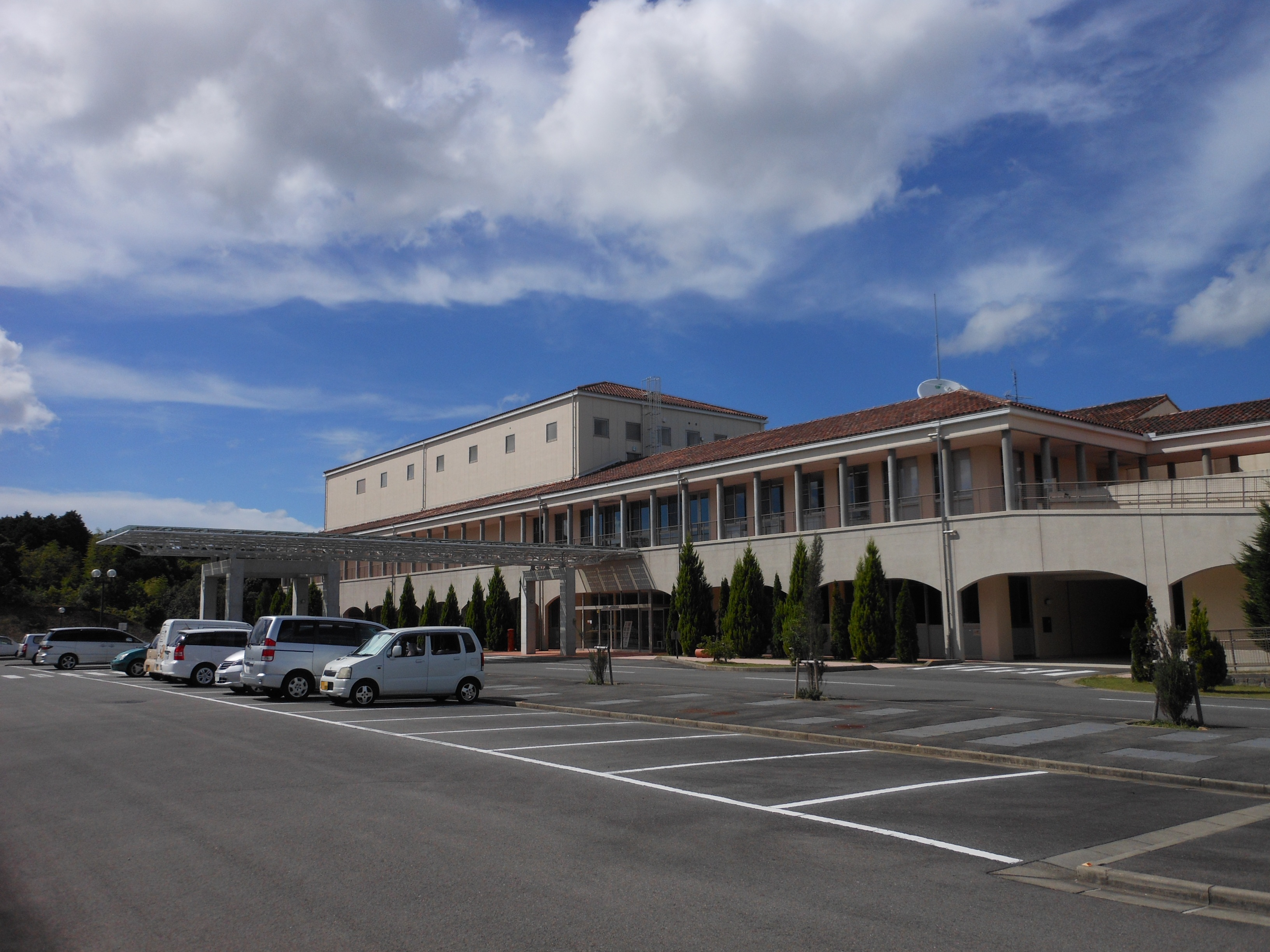
磯部支所

### 警察
市境に近い鳥羽市松尾町にある鳥羽警察署の管轄である。
| 交番・駐在所 | 郵便番号   | 所在地                         |
| ------------ | ---------- | ------------------------------ |
| 大王幹部交番 | 〒517-0603 | 三重県志摩市大王町波切3300番地 |
| 磯部町交番   | 〒517-0214 | 志摩市磯部町迫間32番地5        |
| 阿児町交番   | 〒517-0501 | 志摩市阿児町鵜方3098番地13     |
| 安乗駐在所   | 〒517-0507 | 志摩市阿児町安乗118番地        |
| 国府駐在所   | 〒517-0506 | 志摩市阿児町国府4236番地       |
| 甲賀駐在所   | 〒517-0505 | 志摩市阿児町甲賀2393番地1      |
| 浜島駐在所   | 〒517-0404 | 志摩市浜島町浜島1480番地1      |
| 片田駐在所   | 〒517-0701 | 志摩市志摩町片田2461番地3      |
| 越賀駐在所   | 〒517-0704 | 志摩市志摩町越賀1727番地1      |
| 和具駐在所   | 〒517-0703 | 志摩市志摩町和具587番地1       |

### 消防
2021年4月より志摩市消防本部となる
（以前は南伊勢町の旧南勢町を含めて志摩広域消防組合であった）
| 消防署・分署               | 郵便番号   | 所在地                         |
| -------------------------- | ---------- | ------------------------------ |
| 志摩市消防本部・志摩消防署 | 〒517-0501 | 三重県志摩市阿児町鵜方3080番地 |
| 浜島分署                   | 〒517-0404 | 志摩市浜島町浜島1188番地9      |
| 大王分署                   | 〒517-0603 | 志摩市大王町波切1733番地1      |
| 志摩分署                   | 〒517-0703 | 志摩市志摩市和具588番地1       |
| 磯部分署                   | 〒517-0214 | 志摩市磯部町迫間878番地9       |

### 長期政策
志摩市あおさプロジェクト
全国の生産量の3割を占め、日本一を誇るヒトエグサ（あおさ）に焦点を当てた、環境問題や地域活性化を絡めた複合的なプロジェクト。「あおサ〜」というゆるキャラがいる。

## 経済
2005年（平成17年）の統計によると、志摩市の就業者の83.4%が市内で従業しており、三重県全体の65.6%を上回っている。

### 第1次産業

#### 水産業
沿岸・養殖漁業を主とし、一部遠洋漁業も行っている。近年は周辺漁港の整備が進んでおり、水揚げされる魚も各漁港毎に若干の特色を持っている。漁協は三重外湾・鳥羽磯部の2つである。産地を強調するため三重ブランドで流通させる場合がある。三重県水産研究所が浜島町浜島に設置され、伊勢えび等の研究を行っている。海女の多い地域であり、海女をモチーフとした碧志摩メグが2014年に登場した。
沿岸漁業
- イセエビ、アワビ、ナマコ、トラフグ、クルマエビ、マンボウ、カツオ、メカジキ、マグロ、ブリ、カンパチ、アジ、イワシ、サンマ、シラスウナギ、ウツボ

淡水漁業
- シロウオ

海藻類
- アラメ、ワカメ、イワノリ、ヒトエグサ[注釈 4]、ヒジキ、テングサ

養殖漁業
- ウナギ、カキ（的矢かき）、真珠（アコヤガイ、ヒオウギガイ）

市内主要漁港の特色（2007年、三重県『漁港の港勢調査』による）
| 漁港名   | 港湾種別 | 漁獲金額（百万円） | 主な漁獲物                 |
| -------- | -------- | ------------------ | -------------------------- |
| 和具漁港 | 第4種    | 1,427              | カツオ、ブリ類、スルメイカ |
| 安乗漁港 | 第3種    | 1,156              | サバ類、マアジ、ムロアジ類 |
| 神明漁港 | 第1種    | 773                | ノリ類、真珠、貝類         |
| 波切漁港 | 第3種    | 598                | ノリ類、イワシ類、マアジ   |
| 片田漁港 | 第1種    | 23                 | 海藻類、イカ類、サザエ     |

上記5港のほか、国府（第1種）・甲賀（第1種）・御座（第2種）・越賀（第1種）・名田（第1種）・深谷（第1種）・間崎（第1種）の合計12の漁港が市内にある。また、的矢・賢島・浜島の3港が地方港湾の指定を受けている。

#### 農業
マスクメロン（南張メロン）、米、サツマイモ、ユリ、ナス、イチゴ

### 第2次産業
- 製造業 (パソコンなど)
- 水産加工業

### 第3次産業
- 観光業 - 詳細は、名所・旧跡・観光スポット・祭事・催事の節参照。
- 情報通信業 - この地域に海底ケーブルが陸揚げされたことなどを契機として、インターネットデータセンター等が建設された。伊勢志摩経済新聞を発行するグローブ・データ株式会社が2004年6月に賢島に設立された[23]。

## 姉妹都市・提携都市

### 日本国内
提携都市
- 郡上市(岐阜県)
旧志摩町と旧白鳥町が提携。合併後も白鳥地域を中心に交流を続けている。
- 日進市(愛知県)
2014年9月26日 友好都市提携

木曽町(長野県)
御食国サミット
- 小浜市（福井県）
- 志摩市（三重県）
- 伊勢市（三重県）
- 鳥羽市（三重県）
- 南伊勢町（三重県）
- 洲本市（兵庫県）

## 地域

### 医療
医療関係は、下記の病院以外に個人診療所などが連携し休日、夜間診療などを行っている。2003年（平成15年）にはインターネットを使った在宅診療の実験も行われた。施設などの問題で対応できない場合は伊勢市内の病院へ搬送されることが多いが40-60分ほどかかるため、有人離島の医療も含めドクターヘリの導入が望まれている。

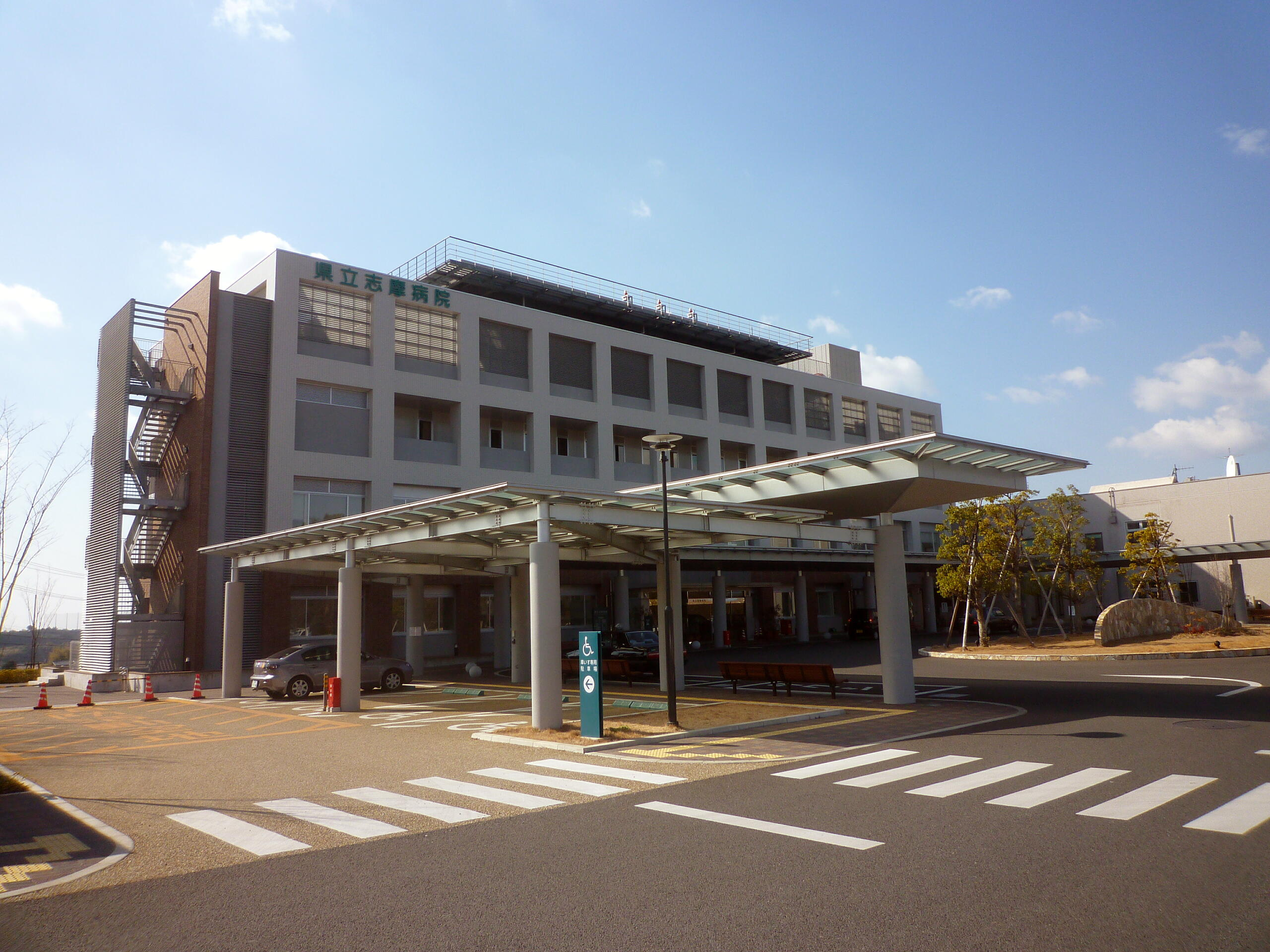
三重県立志摩病院
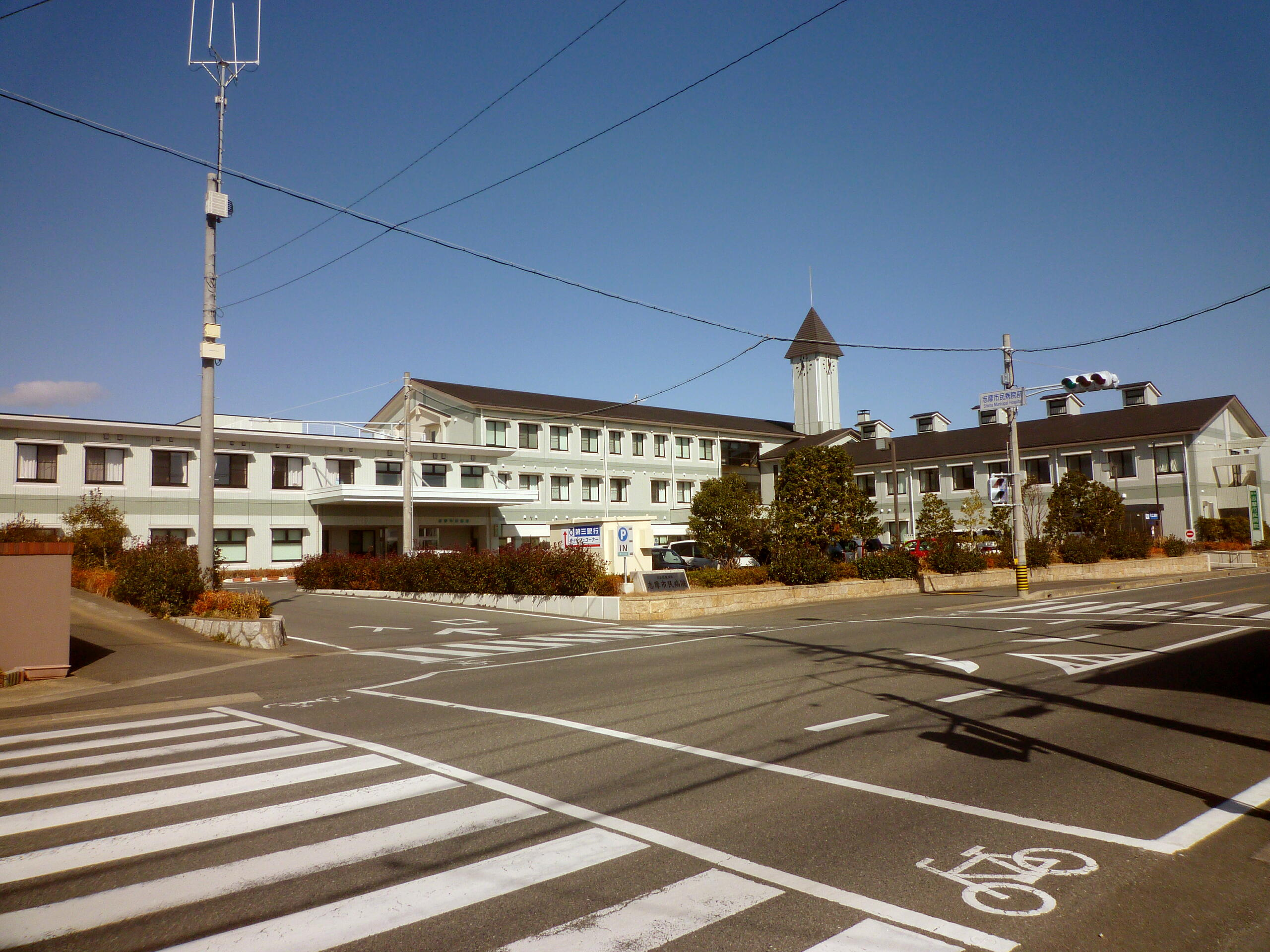
志摩市民病院
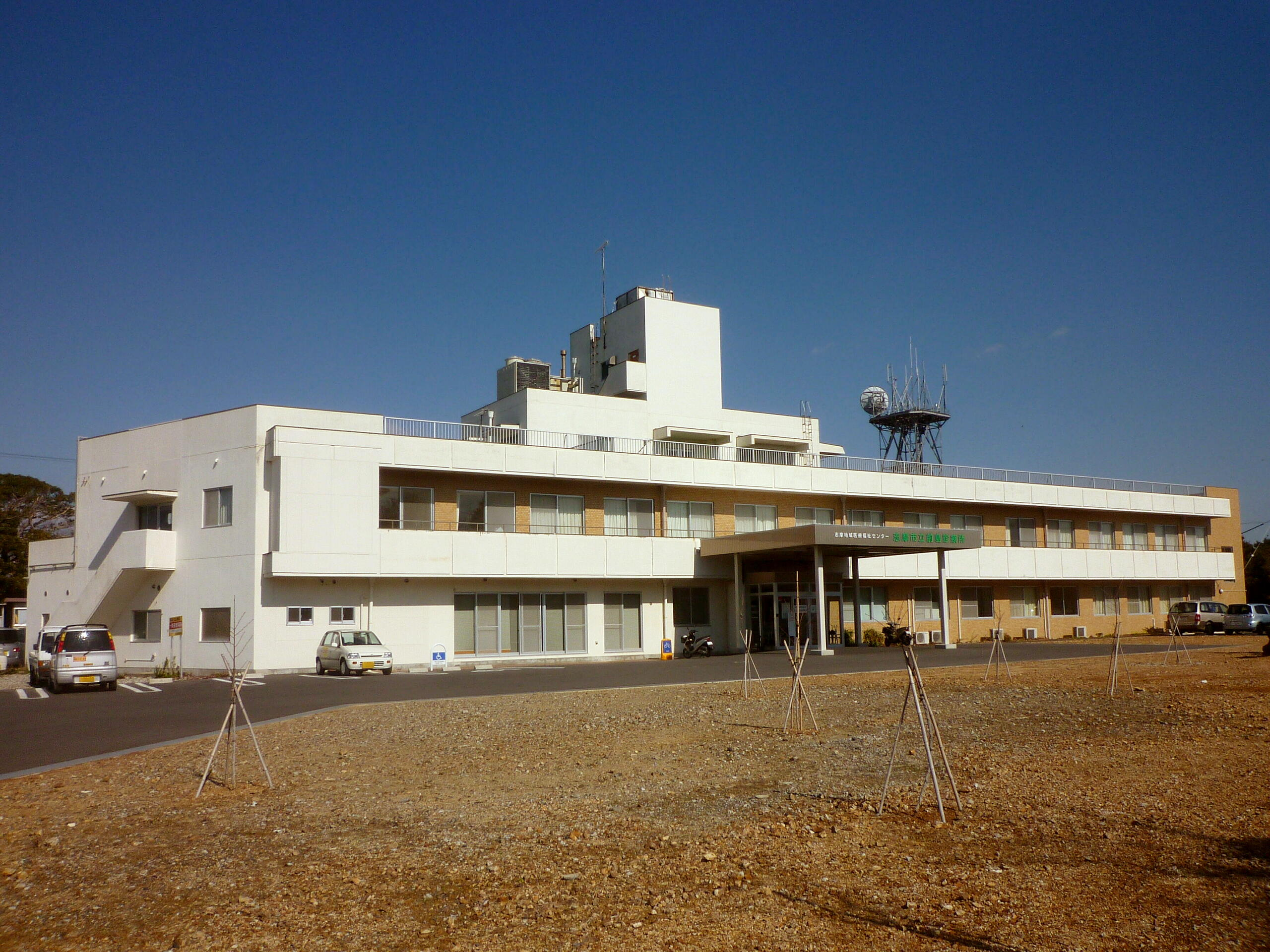
前島診療所
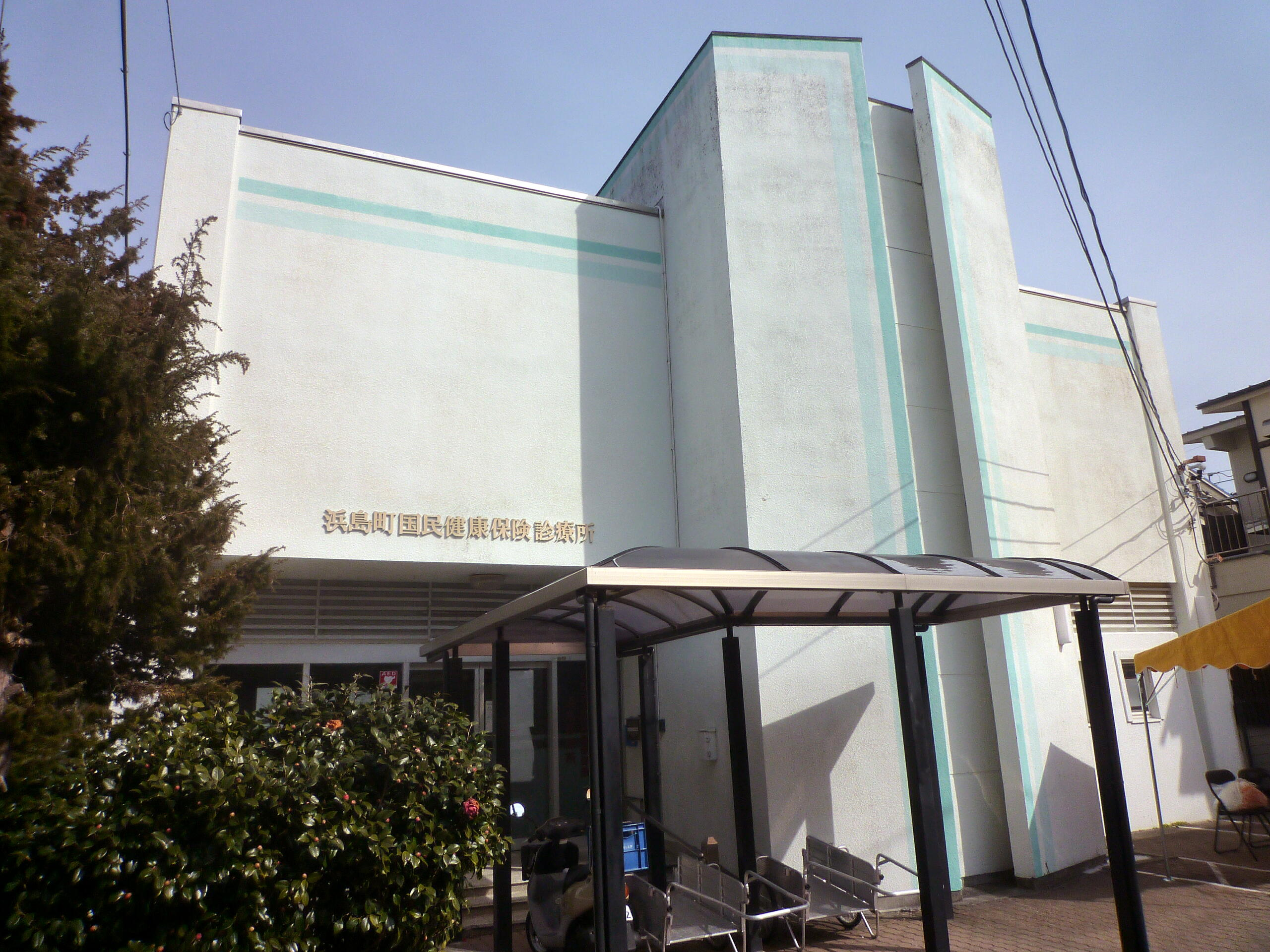
浜島診療所

### 公共施設

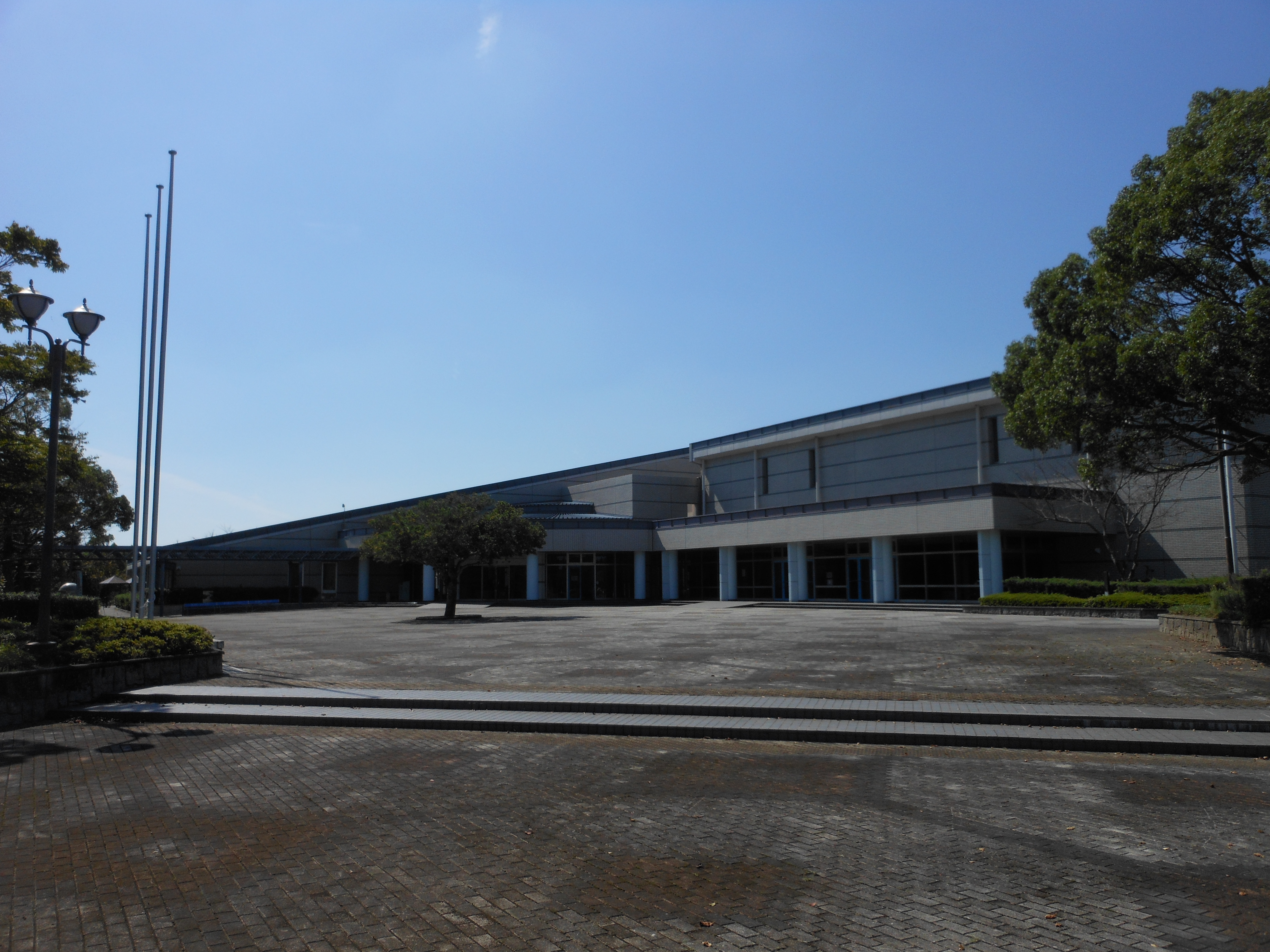
阿児アリーナ

環境省のビジターセンターがともやま公園内と横山の麓に設置されている。
- 海ほおずき - 体験学習施設
- ともやま公園 - 公園、体験学習施設、運動場、キャンプ場、野外活動センター、プール
- 志摩文化会館 - 図書室、研修室、ホール
- 志摩総合スポーツ公園 - 多目的グラウンド、テニスコート、相撲場、B&G海洋センター併設
- 創造の森 横山 - 公園、体験学習施設、ハイキングコース
- 阿児アリーナ - ホール、体育館
- 志摩市立図書館 - 図書館、資料館、コンピュータ研修室
- 磯部生涯学習センター - 歴史民俗資料館、図書室、ホール、市役所磯部支所
- 磯部ふれあい公園 - 総合体育館、多目的広場、テニスコート、芝生広場、幼児広場、冒険広場
- 道の駅伊勢志摩 - 情報コーナー、物産館、場外馬券販売所
- 伊勢志摩サミット記念館「サミエール」 - 展示室、カフェ[25]

### 日本郵政グループ
（2012年12月現在）
日本郵便株式会社
- 阿児郵便局（阿児町鵜方） - 集配局★
- 阿児安乗（あのり）郵便局（阿児町安乗）
- 立神（たてがみ）郵便局（阿児町立神）
- 阿児国府（こう）郵便局（阿児町国府）
- 甲賀郵便局（阿児町甲賀）
- 阿児賢島郵便局（阿児町神明）
- 磯部郵便局（磯部町迫間） - 集配局★
- 的矢郵便局（磯部町的矢）
- 志摩郵便局（志摩町和具） - 集配局★
- 志摩片田郵便局（志摩町片田）
- 布施田（ふせだ）郵便局（志摩町布施田）
- 御座（ござ）郵便局（志摩町御座）
- 志摩越賀（こしか）郵便局（志摩町越賀）
- 大王郵便局（大王町波切） - 集配局。
- 船越郵便局（大王町船越）
- 浜島郵便局（浜島町浜島）★
- 坂崎簡易郵便局（磯部町坂崎）
- 磯部飯浜簡易郵便局（磯部町飯浜）
- 渡鹿野（わたかの）簡易郵便局（磯部町渡鹿野　※渡鹿野島）
- 間崎（まさき）簡易郵便局（志摩町和具　※間崎島）
- 大王畔名（あぜな）簡易郵便局（大王町畔名）
- 浜島迫子（はざこ）簡易郵便局（浜島町迫子）

簡易郵便局を除く各郵便局にゆうちょ銀行のATMが設置されており、★印の郵便局ではホリデーサービスを実施。

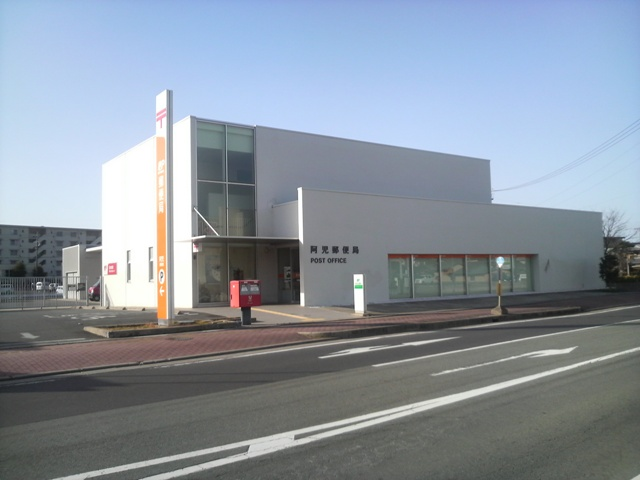
阿児郵便局
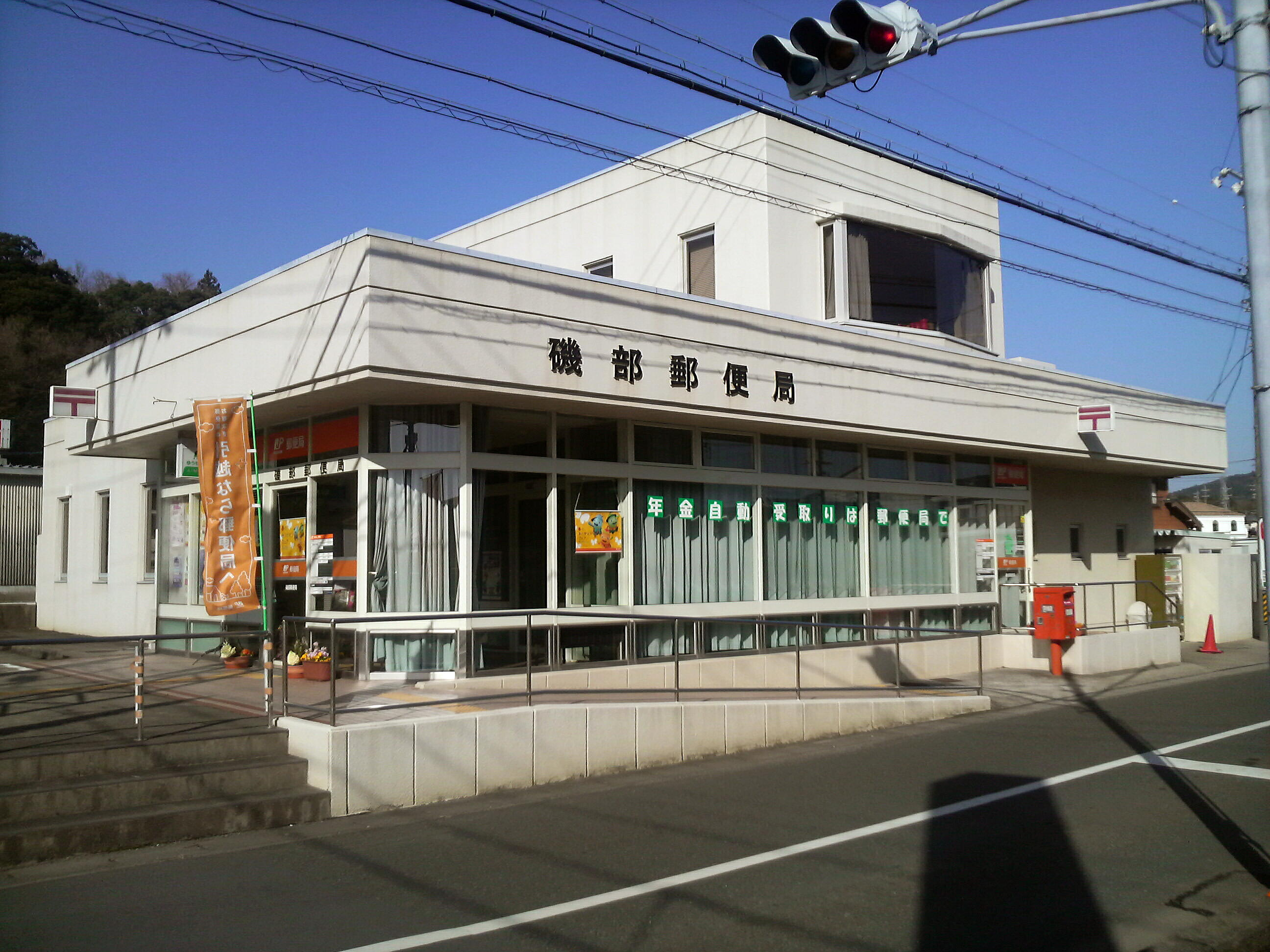
磯部郵便局
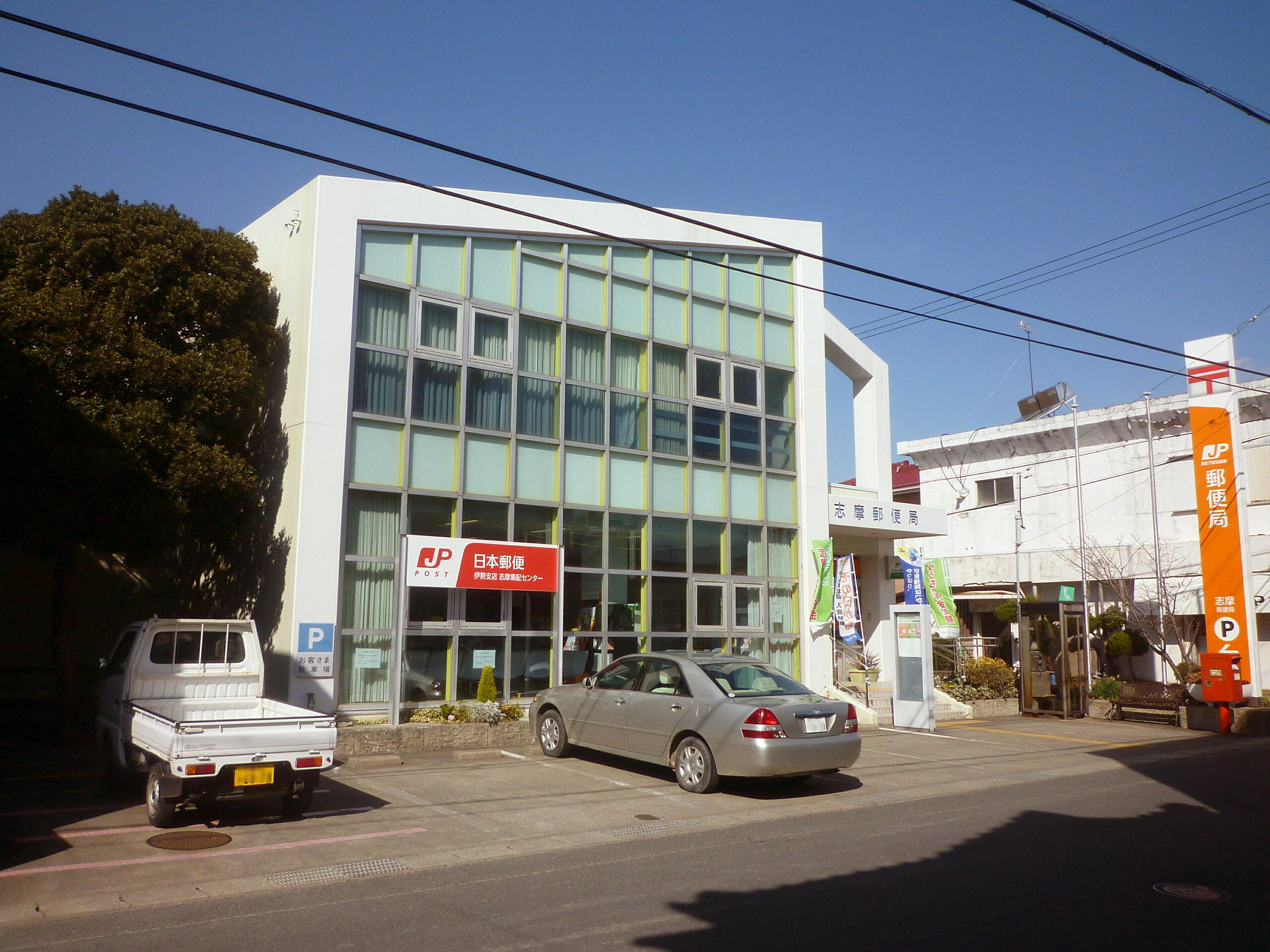
志摩郵便局
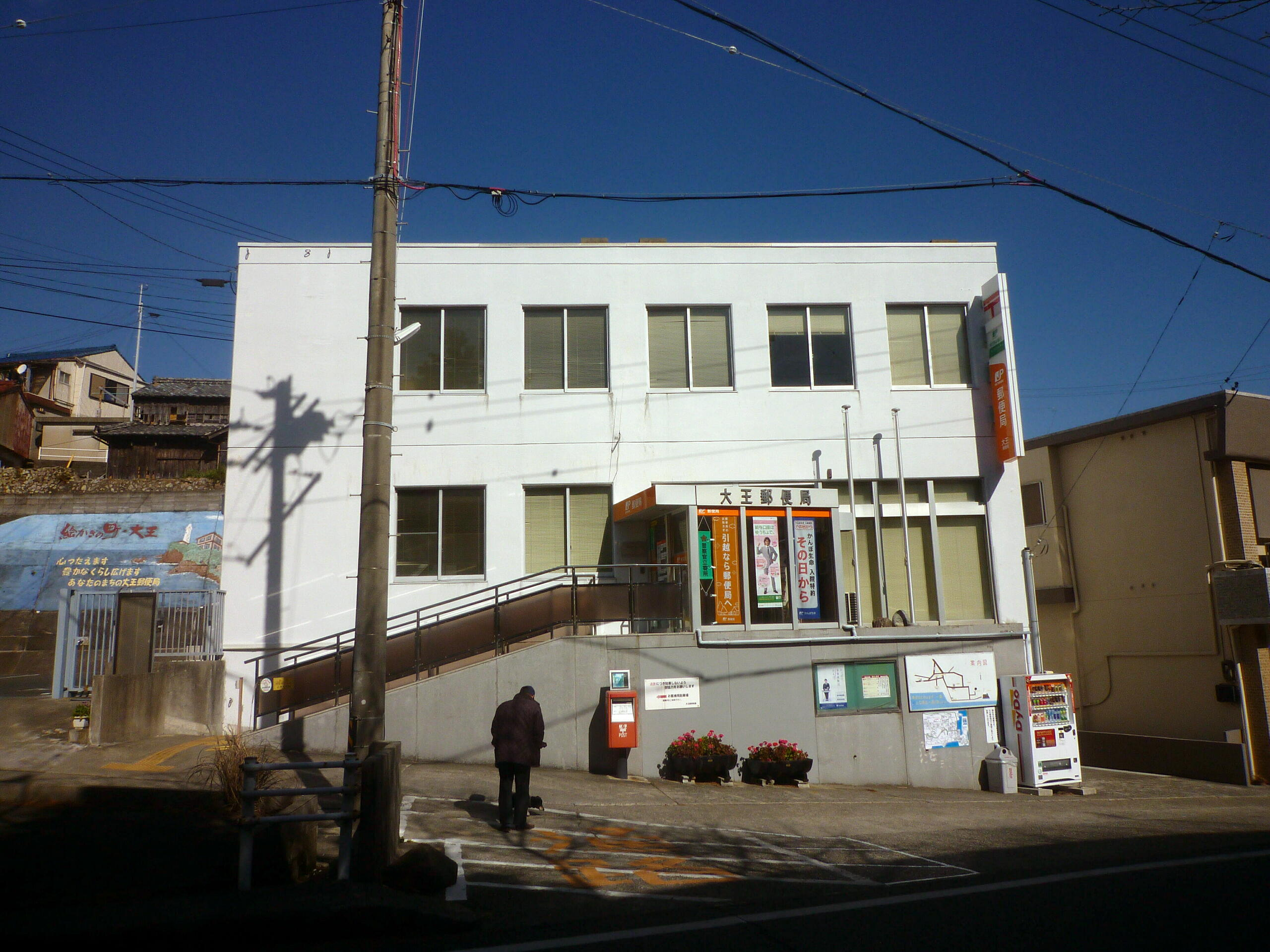
大王郵便局
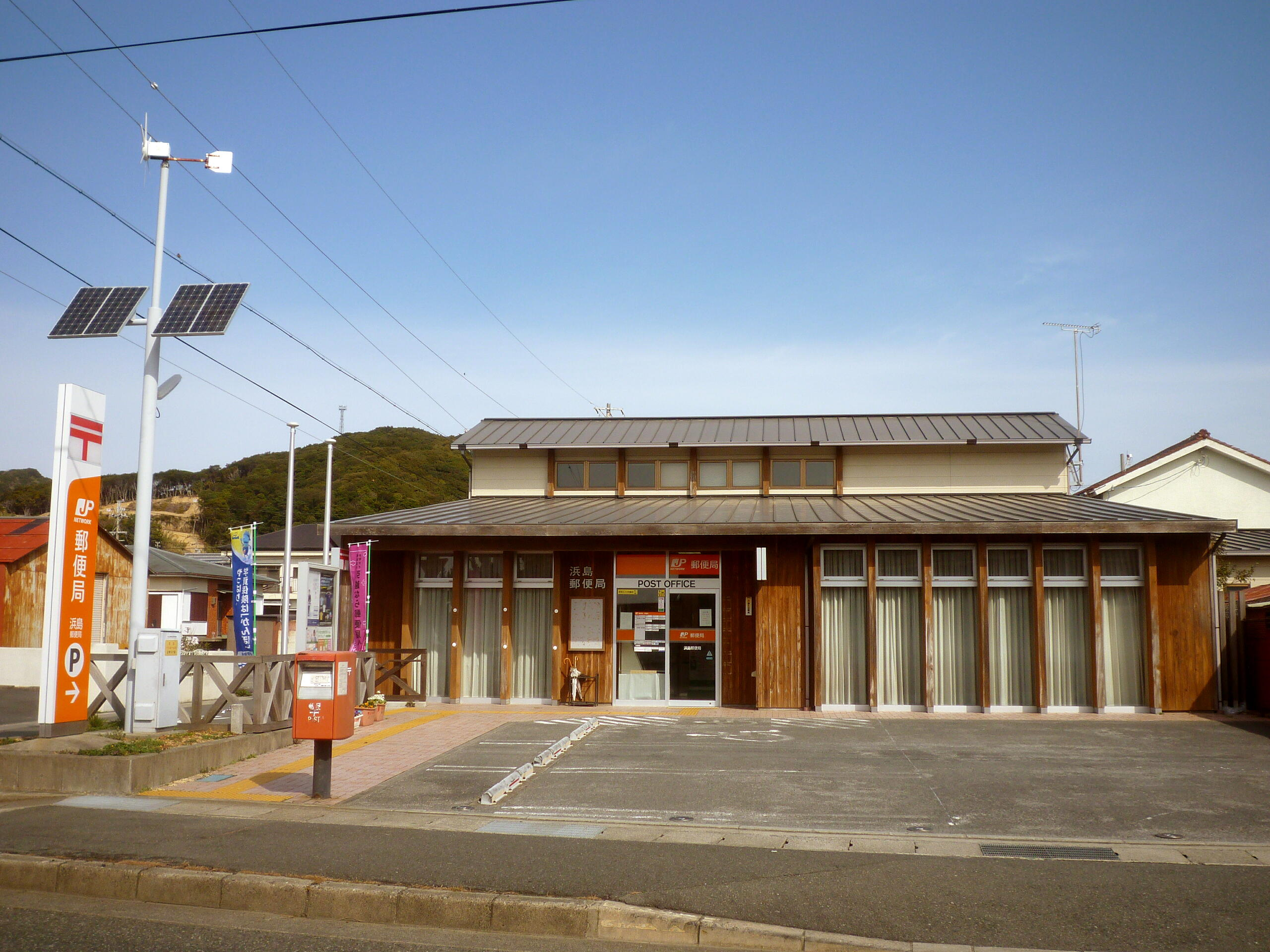
浜島郵便局

志摩市内の郵便番号は以下の通り。
- 「517-02xx」＝旧磯部町域。磯部局の集配担当。
- 「517-04xx」＝旧浜島町域。阿児局の集配担当。
- 「517-05xx」＝旧阿児町域。阿児局の集配担当。
- 「517-06xx」＝旧大王町域。大王局の集配担当。
- 「517-07xx」＝旧志摩町域。志摩局の集配担当。

## 教育

### 大学
国立
- 三重大学 生物資源学研究科附属紀伊･黒潮生命地域フィールドサイエンスセンター

### 高等学校
県立
- 三重県立志摩高等学校
- 三重県立水産高等学校

私立
- 代々木高等学校 志摩本校（私立の通信制インターネット高校）

### 中学校
すべて市立
- 文岡中学校
- 東海中学校
- 大王中学校
- 志摩中学校
- 磯部中学校
- 浜島中学校

### 小学校
すべて市立
- 鵜方小学校
- 神明小学校
- 東海小学校
- 大王小学校
- 志摩小学校
- 磯部小学校
- 浜島小学校

### その他
- 志摩自然学校（構造改革特区として2005年（平成17年）に開校）
- 志摩自動車学校

休校・廃校
- 御座小学校（休校、2017年廃校[26]）
- 和具小学校間崎分校（2006年廃校）
- 迫塩小学校（2010年廃校）
- 磯部小学校坂崎分校（2010年休校、2016年廃校）
- 船越中学校（2013年廃校）
- 的矢中学校（2013年廃校）
- 片田中学校（2014年廃校）
- 越賀中学校（2014年廃校）
- 畔名小学校（2014年廃校）
- 成基小学校（2016年廃校）
- 的矢小学校（2016年廃校）
- 波切小学校（2017年廃校[26]）
- 船越小学校（2017年廃校[26]）
- 片田小学校（2017年廃校[26]）
- 布施田小学校（2017年廃校[26]）
- 和具小学校（2017年廃校[26]）
- 越賀小学校（2017年廃校[26]）
- 安乗中学校（2018年廃校[27]）
- 安乗小学校（2018年廃校[27]）
- 甲賀小学校（2018年廃校[27]）
- 国府小学校（2018年廃校[27]）
- 志島小学校（2018年廃校[27]）
- 立神小学校（2018年廃校[27]）

## 交通
鉄道網は近畿日本鉄道（近鉄）志摩線のみが敷設されている。地理的には市のほぼ中心にある賢島駅から北へ延びており、同線として東海旅客鉄道（JR東海）との乗り換えが可能な鳥羽駅（鳥羽市）まで通じているほか、大阪・京都・名古屋方面など近鉄の主要な路線網を介して各地からの特急列車も運行されている。
道路網は、国道は167号と260号の2本が市域を縦貫している。前者はおおむね近鉄志摩線に並行しているほか、後者は賢島駅付近から英虞湾を時計回りに周回する形で志摩半島南端まで続き、さらに英虞湾を渡り（海上区間）浜島を抜け南伊勢町へと続いている。なお、海上区間には航路があるもののフェリーではなく車両航送はできないが、市内の商工業者や有志により架橋（英虞湾架橋）のための活動がなされている。その他の主な道路は県道16号と県道17号が市の西側に延びており、前者は的矢と五ヶ所浦（南伊勢町）を、後者は鵜方と浜島をそれぞれ接続している。このほか、伊勢市と繋がる県道32号（伊勢道路）および、的矢湾付近を経由し鳥羽市の生浦湾までを結ぶ観光道路の県道128号（パールロード）がそれぞれ放射状に延びている。

### 鉄道
市および県では、鵜方駅を市の中核的な拠点（「まちの顔」）と位置づけている。また、同駅のほか志摩磯部駅と終着駅となる賢島駅には近鉄の特急が停車しており、最大で毎時2本ずつ大阪・名古屋方面に直通している。
近畿日本鉄道（近鉄）
■ 志摩線：- 五知駅 - 沓掛駅 - 上之郷駅 - 志摩磯部駅 - 穴川駅 - 志摩横山駅 - 鵜方駅 - 志摩神明駅 - 賢島駅

### 路線バス
- 三重交通（志摩営業所管内）
- 磯部地域予約運行型バス（ハッスル号） - 市が運営するコミュニティバス。

### 道路
- 一般国道
  - 国道167号 - 鳥羽市と結ぶ幹線国道。磯部と鵜方の区間は地域高規格道路「伊勢志摩連絡道路」の一部区間としてバイパス化され、山間部を通っている。
  - 国道260号 - 市の南側を周回。志摩町でバイパス化される。浜島町では伊勢市など北部に行く場合、南伊勢町からサニーロードを経由することがある。
- 主要地方道
  - 三重県道16号南勢磯部線
  - 三重県道17号浜島阿児線
  - 三重県道32号伊勢磯部線（伊勢道路） - 伊勢市と結ぶ幹線道路。1985年（昭和60年）まで有料道路であった。
  - 三重県道47号鳥羽磯部線
  - 三重県道61号磯部大王線
- 一般県道
  - 三重県道112号磯部浜島線
  - 三重県道128号鳥羽阿児線（パールロード） - 2006年（平成18年）7月1日、30年の償還期間を経過したため全線が無料化された。
  - 三重県道129号磯部大王自転車道線
  - 三重県道152号南勢浜島線
  - 三重県道514号安乗港線
  - 三重県道515号波切港線
  - 三重県道602号登茂山公園線
  - 三重県道730号檜山路南張線
  - 三重県道750号阿児磯部鳥羽線
- 市道（元県道）
  - 志摩市道里鹿谷線
  - 美珠通り（志摩市道東浦田線）

### 航路
間崎島と渡鹿野島には本州と架橋されていないため志摩マリンレジャーによる定期船と志摩市運用の県道船などが運行されているほか、英虞湾遊覧船などが運行されている。

## 名所・旧跡・観光スポット・祭事・催事
伊勢志摩国立公園内の自然、祭りなどの民俗・風習、近年開発のレジャー施設、魚介類を中心とした食材などを観光資源としている。
観光都市を標榜し、観光客誘致戦略として地元の食材を全面に押し出した「おいしい旅・志摩市ょう」を毎年実施し、一部地域のみを対象に観光協会が「観光ボランティアガイド」を手配する事業も試みられている。
市の観光キャッチフレーズは「御食つ国志摩（みけつくにしま）」。

### 自然景観

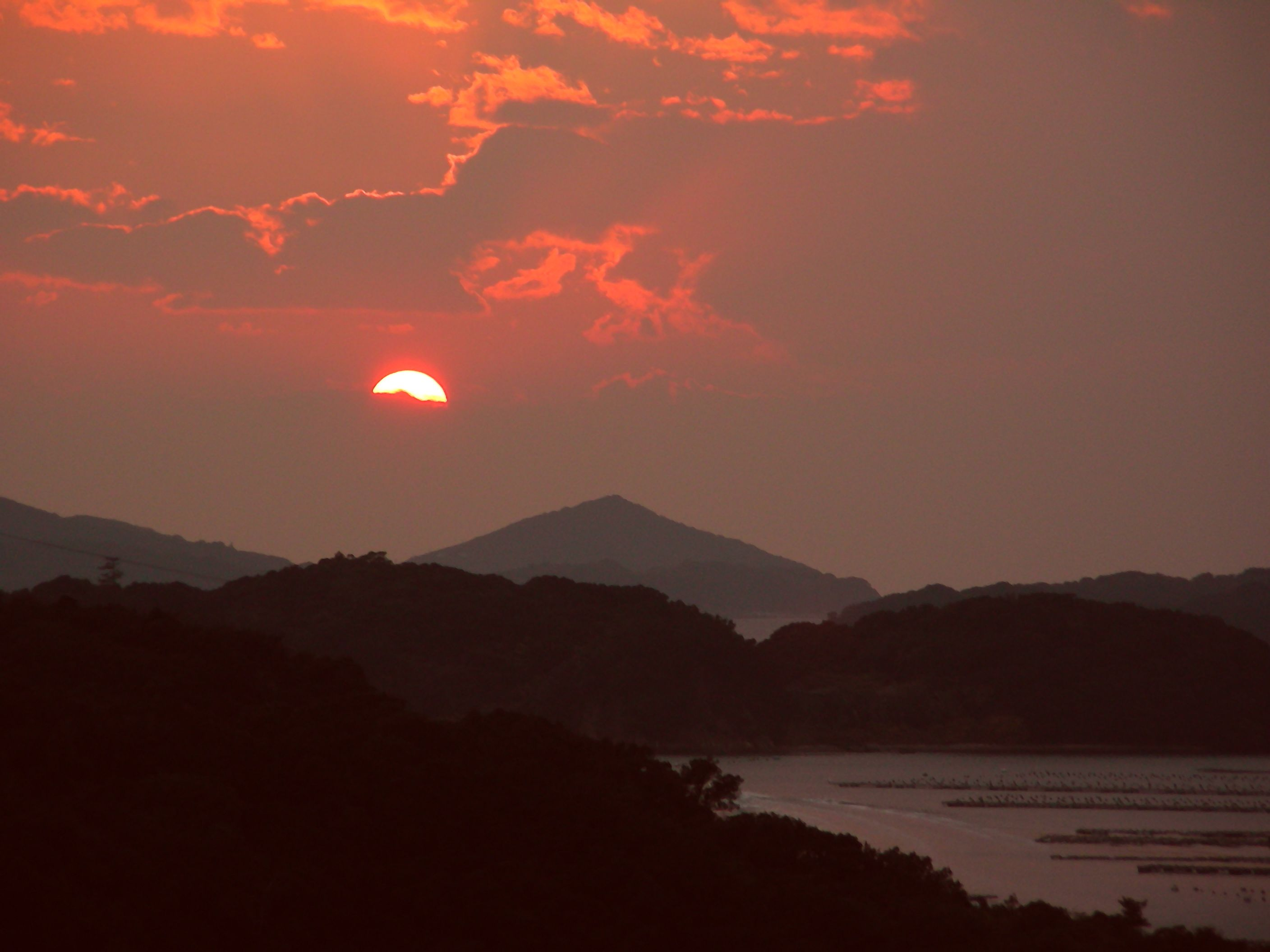
西山慕情ヶ丘からみる夕日

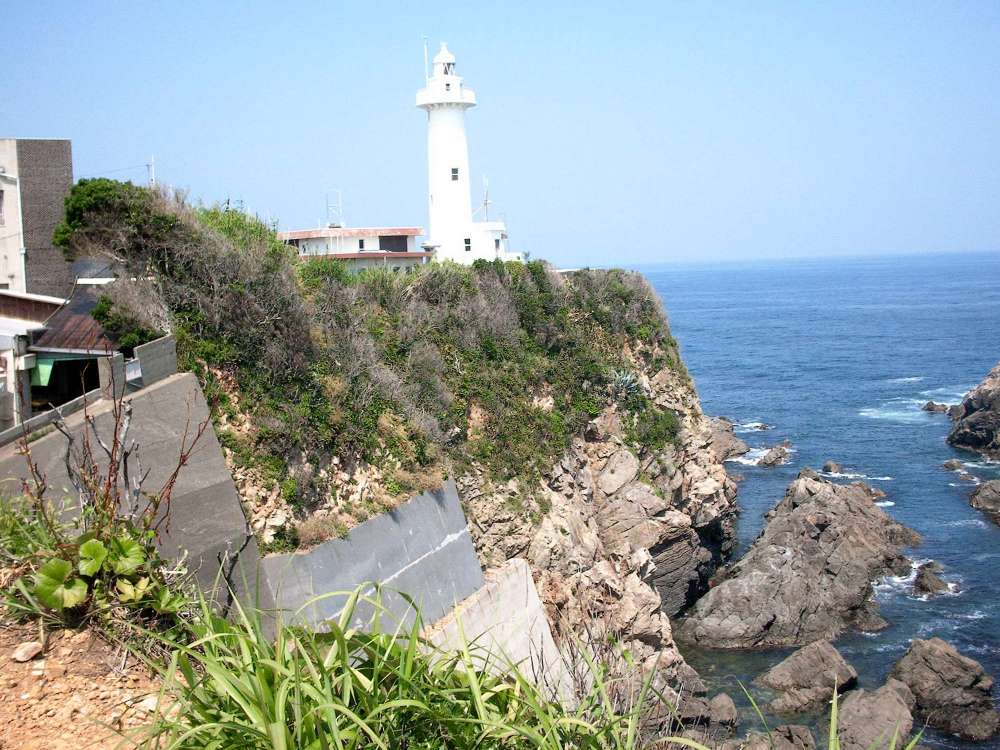
大王埼灯台

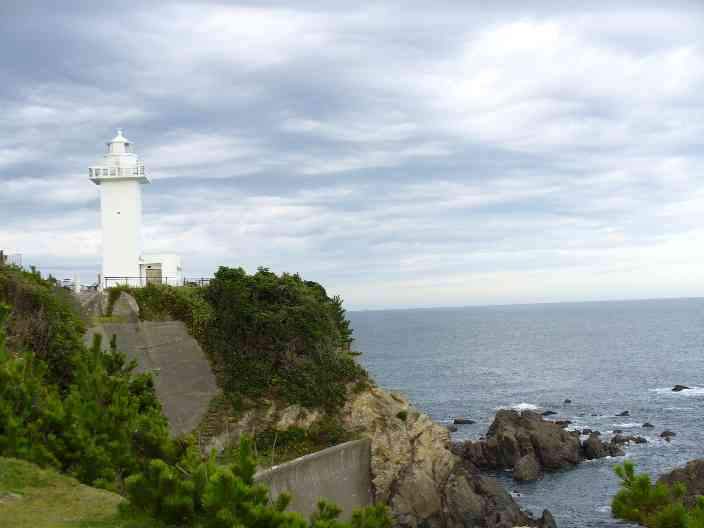
安乗埼灯台

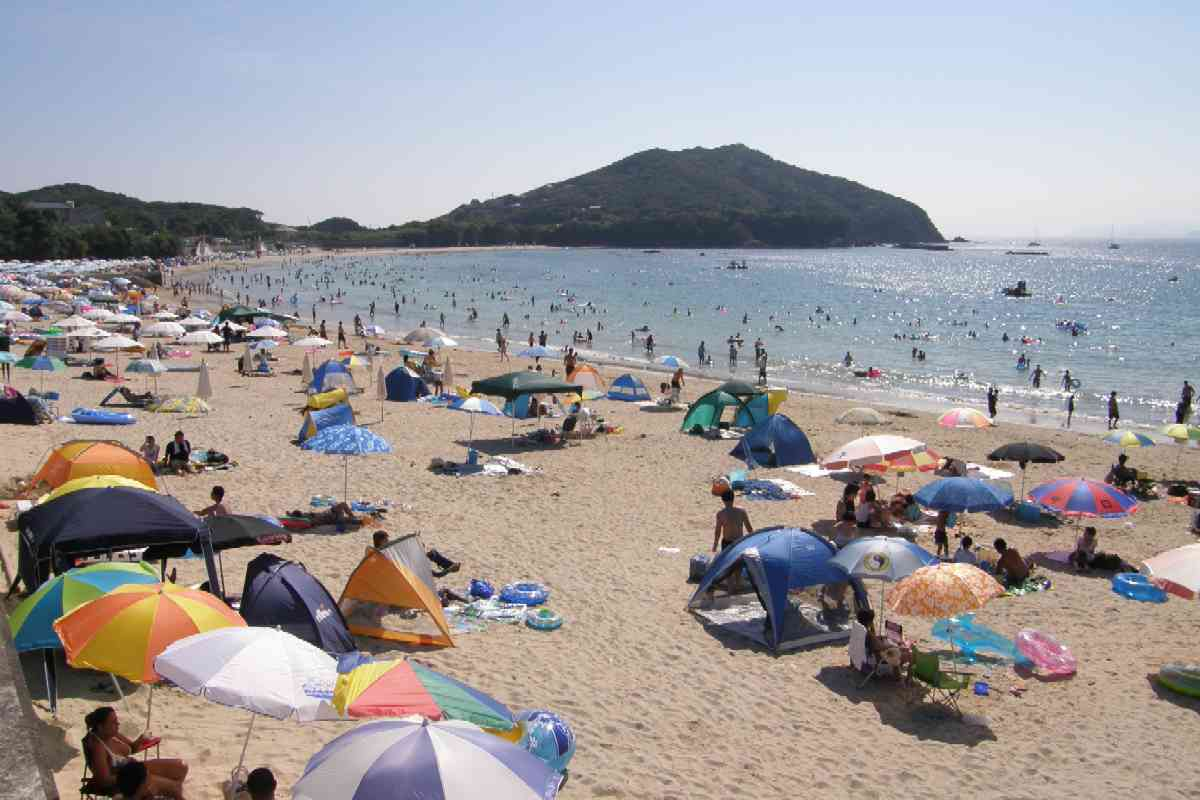
御座白浜海水浴場

志摩市は全般に風光明媚といわれるが、なかでも大王町は絵を描きに訪れる人が多いことから、絵かきの町をキャッチフレーズにしている。
- 英虞湾側展望台
横山展望台、ともやま公園（ともやま展望台・桐垣展望台）、西山慕情ヶ丘、磯笛岬展望台、オバベタ山遊歩道、えびすヶ丘
- 各種選風景
英虞湾は「21世紀に残したい日本の風景」では6位に選ばれている。また、大王埼灯台、安乗埼灯台などに見られる外洋に面した海食崖は、英虞湾と合わせてNHK『美しき日本・百の風景』に選ばれた。
  - 伊勢志摩の海女の磯笛 - 日本の音風景100選
  - 英虞湾 - 21世紀に残したい日本の風景第6位・日本の夕陽百選・美しき日本百の風景
  - 大王崎 - 日本の朝日第6位・美しき日本百の風景
  - 安乗埼灯台・大王埼灯台 - 日本の灯台50選
  - 恵利原の水穴 - 日本の名水百選
  - 国道260号線 - 日本の道100選
  - 伊勢海老網漁・潜水漁 - 美しき日本百の風景
  - 御座白浜海水浴場 - 快水浴場百選
- 円山公園
- 海女の潜水漁
- シロウオ漁
- 真珠貝の玉入れ、玉出し、貝掃除風景

### 旧跡・文化

#### 史跡
- 阿児町：志島古墳群（おじょか古墳）
- 大王町：泊古墳・波切城

#### 社寺
- 浜島町：八柱神社・宇気比神社
- 大王町：仙遊寺（九鬼氏五輪塔がある）・堂の山薬師堂（汗かき地蔵堂）・波切神社・船越神社・天真名井神社
- 志摩町：御座不動尊・八雲神社・天真名井神社・越賀神社
- 阿児町：志摩国分寺・安乗神社・国府神社・神明神社
- 磯部町：伊雑宮・磯部神社・佐美長神社・福寿寺

#### 神事・祭事
| 名称                       | 開催日          | 開催場所               |
| -------------------------- | --------------- | ---------------------- |
| 新しきの・ととつりあい     | 元旦深夜早朝    | 大王町船越             |
| 名のり・注連縄切り・火祭り | 大晦日-元旦早朝 | 大王町波切             |
| ひっぽろ神事               | 元旦、1月3日    | 阿児町立神             |
| 三番叟                     | 1月3日          | 阿児町安乗             |
| 盤の魚神事                 | 1月中旬         | 浜島町浜島・迫子       |
| 弓引き神事                 | 1月中旬         | 浜島町南張・志摩町越賀 |
| しめ縄切り神事             | 1月10日         | 阿児町安乗             |
| 御座爪切り不動尊縁日       | 1月16日         | 志摩町御座             |
| 初えびす大祭               | 1月             | 浜島町浜島             |
| 汗かき地蔵祭り             | 2月24日         | 大王町波切             |
| 国分寺花祭り               | 5月             | 阿児町国府             |
| 伊雑宮御田植祭             | 6月中旬         | 磯部町上之郷           |
| あじさい祭り               | 6月中旬         | 大王町波切、阿児町横山 |
| 伊勢えび祭                 | 6月第1土曜日    | 浜島町浜島             |
| 船越天王祭                 | 7月中旬         | 大王町船越             |
| 潮かけ祭り                 | 旧暦6月1日      | 志摩町和具             |
| 渡鹿野天王祭               | 7月             | 磯部町渡鹿野           |
| 大念仏                     | 8月14日         | 大王町波切             |
| ささら踊り                 | 8月14日         |                        |
| つつみ踊り                 | 8月14日         |                        |
| 安乗の人形芝居             | 9月中旬         | 阿児町安乗             |
| わらじ祭り                 | 9月中旬申の日   | 大王町波切             |
| 大祭                       | 10月15日        | 浜島町浜島             |

注釈
1. ↑  日本三大御田植え祭　「磯部の御神田」の名称で国の重要無形民俗文化財に指定
2. ↑  国の重要無形民俗文化財
3. ↑  県指定無形文化財
4. ↑  八柱神社など

#### 名勝・名所
- 国府の垣根（阿児町国府）
- 恵利原の水穴（天の岩戸）（磯部町恵利原）
- おうむ岩（磯部町恵利原）：音を反射する奇岩
- 堂の山汗かき地蔵（大王町波切）
- 波切の町並み（大王町波切）
- 波切港の石積み（大王町波切）：全国漁村歴史文化財100選
- 深谷水道（大王町船越・志摩町片田）：全国漁村歴史文化財100選
- 潮仏（志摩町御座）：御座港の西に所在する海中に祀られた地蔵尊石仏
- 矢取島（浜島町浜島）

### レジャー
志摩市内観光用チケット「あそばんせ」が利用できる施設には☆を付している。

#### レジャー施設
- 複合リゾート施設

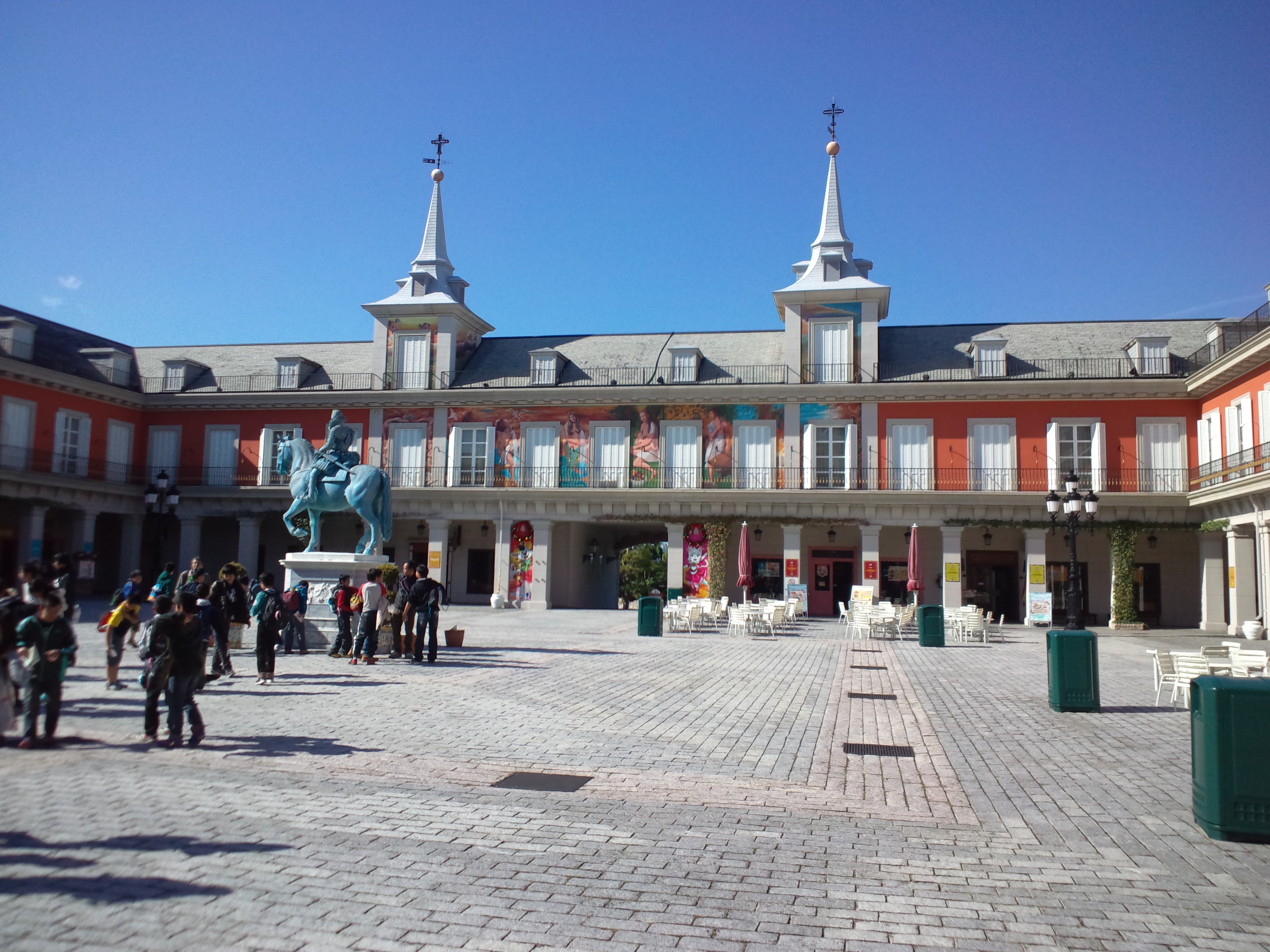
志摩スペイン村

  - 志摩スペイン村☆（パルケ・エスパーニャ） - テーマパーク、ホテル、温泉
  - NEMU RESORT（旧合歓の郷） - スポーツ施設、ゴルフ場、ホテル、温泉（伊勢志摩リゾートマネジメント運営）
  - 志摩地中海村 - クルージング、体験工房、ホテル
  - 都リゾート 志摩 ベイサイドテラス
- 志摩観光ホテル（ホテル、伊勢志摩サミット会場[31]）
- 志摩マリンランド☆（水族館）
- 志摩マリンレジャー（英虞湾遊覧船）
- 海水浴場
波の高い外洋に面した浜と、波の穏やかな湾内の浜とに大別される。後者はサーフィンなどには利用できない。
  - 外洋：国府白浜、阿児の松原海水浴場、市後浜、船越浜海水浴場、あづり浜海水浴場、南張海浜公園
  - 湾内：御座白浜海水浴場、大矢浜海水浴場、次郎六郎海水浴場、わたかのパールビーチ
- 温泉
  - 源泉または源泉のある宿泊施設（2008年現在）
    - 浜島温泉（源泉のみ）
    - 志摩スペイン村「ひまわりの湯」☆ - アルカリ性単純温泉（加温・循環ろ過式）
    - NEMU RESORT（三井不動産リゾート系列） - ナトリウム塩化物温泉（加温・一部循環ろ過式）
    - 都リゾート 奥志摩 アクアフォレスト☆ - ナトリウム・カルシウム塩化物温泉（加温・循環ろ過式）。旧称、伊勢志摩郵便貯金総合保養施設（メルパール伊勢志摩）
    - 湯元館　ニュー浜島
    - 磯部わたかの温泉　福寿荘
    - 阿児温泉シャカペンション
    - シーサイドホテル鯨望荘 - アルカリ性単純温泉(加温・循環ろ過式)
    - 賢島宝生苑 - ナトリウム・塩化物・炭酸水素塩泉[32][33][34]
- ゴルフ場
伊勢志摩カントリークラブ、近鉄浜島カンツリークラブ、近鉄賢島カンツリークラブ、NEMU GOLF CLUB、志摩パークゴルフ場（家族連れ向けのプラスチックボールゴルフ）
- キャンプ場
志摩オートキャンプ場、南張海浜公園キャンプ場、伊勢志摩エバーグレイズ

#### 文化行事
- 催事
  - 浜島町
伊勢えびガブリングフェスタ、100万人のキャンドルナイトin浜島海浜公園
  - 大王町
ふれあい祭、絵かきの町事業（大王大賞展、写真コンテスト、スケッチ会、写真撮影会、海と灯台のある風景画コンクール）、灯台記念日
  - 志摩町
あわび王国祭、「志摩の海女」大撮影会、海女のふるさと四季写真コンテスト、てんぽな祭り
  - 阿児町
ええじゃんか祭、真珠祭、安乗文楽人形芝居、賢島真珠王国自然体験、花菖蒲まつり、灯台記念日
  - 磯部町
いそべ祭、パエリヤコンクール、天の岩戸茶屋開き、恵利原早餅つき
- スポーツイベント
  - 志摩市ロードパーティ - 第1回は、ともやま公園と安乗崎の間を往復するフルマラソン大会として2005年1月10日に行われた。
  - 伊勢志摩・里海トライアスロン大会 - 大会をめぐる地域活性化の取り組みが、第4回スポーツ振興賞日本スポーツツーリズム推進機構会長賞を受賞した[35]。
  - 志摩市綱引き選手権大会
  - 志摩市キンボール大会
  - 志摩市わんぱく相撲大会
  - 志摩市バスケットボール大会
  - 志摩市ソフトバレー大会
  - 志摩市軟式野球大会
  - 志摩市フットサル大会
  - 志摩市バドミントン大会
  - 中日ビルフィッシュトーナメント
  - ささゆりカップ - ソフトボールシニアチームの交流戦
  - あづり浜ビーチフラッグス大会
  - あづり浜ビーチソフトバレーボール大会
  - LPGAジャパンクラシック - 全米女子プロゴルフ協会の公式戦（賢島カンツリークラブ）
- 音楽イベント
  - 志摩レゲエ祭 - 2004年より毎年7月に開催。
- 志摩の踊り
  - 旧浜島町：じゃこっぺ踊り
  - 旧大王町：新大漁音頭
  - 旧志摩町：ドリームダンス
  - 旧阿児町：ええじゃんか踊り
  - 旧磯部町：樂の舞
    - 合併後、年に一度上記5つの踊りを集めた「〜踊りでつなぐ市民の輪〜パルケで総踊り」を志摩市主催行事として行っている。
- 宣言
  - 旧浜島町：伊勢えびの町宣言
  - 旧大王町：絵かきの町宣言
  - 旧志摩町：あわび王国宣言
  - 旧阿児町：真珠の町宣言
  - 旧磯部町：海と緑と太陽のまち宣言

組織
- 志摩市社会福祉協議会
- 志摩市文化芸能推進協議会
- 志摩市国際交流協会
- 志摩市離島振興協議会
- 志摩市応援倶楽部「志摩びとの会」

### 名産品・郷土料理
- 食品

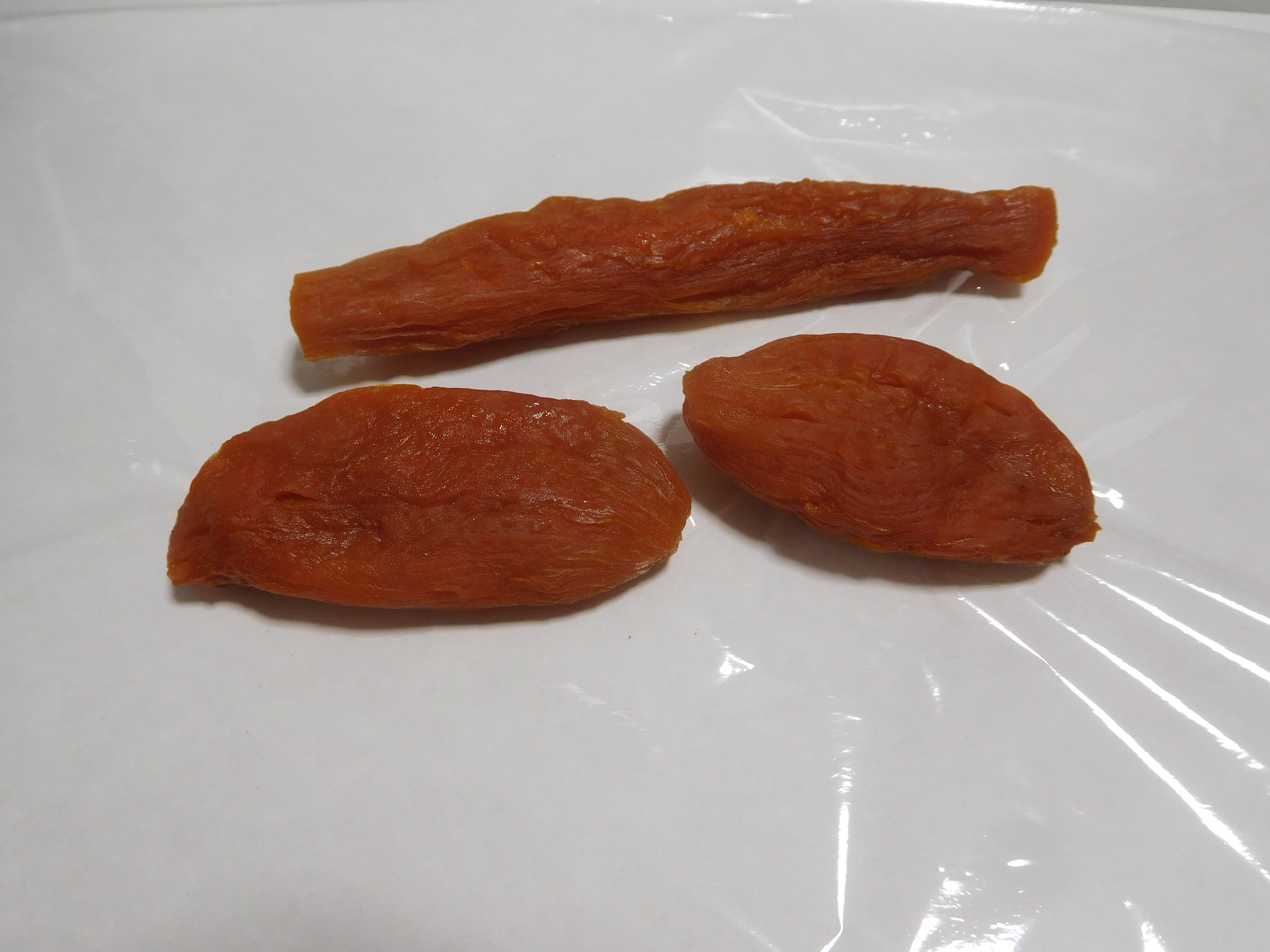
志摩市産きんこ

  - 貝柱（真珠の母貝としたアコヤガイの物） - ひっぽろ漬け
  - ヒジキ、伊勢海老、あおさ、きんこ（サツマイモを煮切り干し法で加工した食品）、ところ天、ウツボ、さわ餅
- 郷土料理
  - 秋刀魚寿司、手こね寿司、鰹の茶漬け、伊勢海老汁、マンボウ料理、おんこ寿司、沖おにぎり
- 工芸品
真珠、貝殻細工

### 文学・映画・テレビドラマの舞台
映画・ドラマ
1950年代から1970年代にかけての邦画黄金期は20本ほどの映画が撮影された。全国で相次いだフィルム・コミッション設立の動きに合わせ、かつての活況を取り戻そうと2002年より「社団法人　伊勢志摩観光コンベンション機構」内に「伊勢志摩フィルムコミッション」（本拠は伊勢市二見町）が設置され、伊勢志摩地域全体を管轄した活動を行っている。名古屋、大阪からの日帰りロケが可能であること、観光地なので宿泊施設や大勢の人が集まる拠点の手配が容易なことなどを売りにしている。また、これらの地点にFREESPOTを設置し通信面でサポートする試みも行われつつある。
志摩市内での手配はフィルムコミッションの下で主に「志摩市観光戦略室」が担当し、宿泊施設の手配やエキストラ募集の告知など必要に応じて「志摩市観光協会」がサポートし、主に自然景観を中心としたロケーションを提供する役割を担っている。
- 映画：『君の名は』、『この世の花』、『喜びも悲しみも幾歳月』、『おったまげ人魚物語』、『青い真珠』、『浮草』、『あなたを忘れない』（日韓合作）など。
- ドラマ：『君の名は』、『おしん』、『この世の花』、『華麗なる一族』（2007）など。
- 伊勢志摩フィルムコミッションが関与した事例：『小さき勇者たち〜ガメラ〜』（2006）

文学
『伊勢志摩殺人事件』などの推理小説と、九鬼嘉隆や女人武蔵などの歴史小説の舞台とされる場合が多い。
『戦鬼達の海』（白石一郎）、『伊勢志摩殺人事件』（山村 美紗）、『伊勢・志摩殺人事件』（鳥井加南子）、『満月の長い夜』（吉田縁）、『怨霊島』（草野唯雄）、『女人武蔵』（川口松太郎）、『朱の丸御用船』（吉村昭）など。

## 著名な出身者

### 歴史上の人物
- 九鬼嘉隆 - 武将
- 北条霞亭 - 漢学者
- 市川清流[36] - 漢学者・国学者、「博物館」の語を作った人物
- 伊東里き - 明治期に北米移住に尽力

### 文化
- 南幸男 - 画家
- 野名龍二 - 随筆家
- 羽根直樹 - 囲碁のプロ棋士（棋聖）、2008年10月1日志摩市初の名誉市民となった。
- 羽根泰正 - 囲碁のプロ棋士（元王座）羽根直樹の父
- 見瀬辰平 - 真円真珠発明者
- 嶋田青峰 - 俳人
- 嶋田的浦 - 俳人、青峰の弟
- 露の眞 - 落語家[37]
- 岩中祥史[38] - 出版社代表、県民性評論家、生誕から3か月で転出
- 鈴木宣弘 - 農業経済学者[39]
- 濵村純平 - 経営学者
- 中森明夫 - コラムニスト

### 政治
- 石原円吉[40] - 実業家[40]、衆議院議員、三重県議会議長、和具町長
- 中村清 - 衆議院議員、三重県副知事、実業家
- 野名澄代 - 志摩市議会議員、大王町長（三重県内初の女性首長で当選当時、定時制高校の現役生徒だった）
- 橋爪政吉 - 志摩市長
- 竹内千尋 - 元志摩市長（初代、第3代）
- 大口秀和 - 元志摩市長（第2代）
- 大矢省三 - 元衆議院議員
- 石野久男 - 元衆議院議員

### 芸能・スポーツ
- あがわ医院 - 歌手、医師（志摩市在住、出身は島根県）
- 朝志雄亮賀 - 大相撲力士（高砂部屋）[41]
- 大道典嘉 - 元・プロ野球選手
- 志摩ノ海航洋 - 大相撲力士（木瀬部屋）[42]
- 竹内舞 - アイドル（元・SKE48メンバー）
- 谷奥健四郎 - サッカー選手（松本山雅FC）[43]
- 谷崎重幸 - ラグビー監督[44]、東福岡高監督として花園で4度優勝[45]
- 新奈 - モデル
- 西飯徳康 - 元・卓球選手[46]
- 西岡恭蔵 - シンガーソングライター
- 藤神敬也 - 歌手、作曲家、編曲家
- 牧野由依 - 声優、歌手、ピアニスト
- 山口舞 - バレーボール選手（岡山シーガルズ）
- 小鳥遊るい - アイドル (＃ババババンビ メンバー)